# Liste von Trägern des Bundesverdienstkreuzes am Bande
Großkreuz |
Großes Verdienstkreuz mit Stern und Schulterband |
Großes Verdienstkreuz mit Stern |
Großes Verdienstkreuz |
Verdienstkreuz 1. Klasse |
Verdienstkreuz am Bande |
Verdienstmedaille
In dieser Liste sind Träger des Verdienstordens der Bundesrepublik Deutschland in der Stufe Bundesverdienstkreuz am Bande mit kurzen Angaben zur Person aufgeführt.
Hinweis: Aufgrund der hohen Zahl der Träger ist eine vollständige Auflistung der Träger nicht angestrebt, vielmehr werden nur Träger mit Wikipedia-Artikel hier eingetragen.

## A
- Ernst van Aaken, Sportmediziner und Trainer (1976)
- Ann-Kristin Achleitner, Wissenschaftlerin und Hochschullehrerin (2007)
- Rudolf Ackermann, Mediziner (2006)
- Patrick Adenauer, Unternehmer (2010)
- Willi Aengevelt, Immobilienmakler (1979)
- Josef Anselm Graf Adelmann von Adelmannsfelden, Theologe und Schriftsteller
- Sharon Adler, Journalistin und Fotografin (2025)
- Benjamin Adrion, Fußballspieler und Initiator des Hilfsprojektes Viva con Agua de Sankt Pauli (2009)
- Koichiro Agata, japanischer Verwaltungswissenschaftler (2006)
- Rolf Ahlers, Ingenieur und Schriftsteller (2007)
- Gerhard Aigner, Fußballfunktionär (2003)
- Fatih Akin, Filmregisseur und Produzent (2010)
- Arnold Albrecht, Betriebsratsvorsitzender (2001)
- Ernst Albrecht, Politiker (SPD) (1974)
- Hans Albrecht, Ingenieurwissenschaftler (2000)
- Peter-Alexis Albrecht, Jurist und Kriminologe (2004)
- Meta Alexander, Internistin (1981)
- Franziska van Almsick, Schwimmerin (2024)
- Klaus Alpers, Klassischer Philologe (2006)
- Götz Alsmann, Musiker und Entertainer (2024)
- Adolf Althoff, Zirkusdirektor (1977)
- Walter Franz Altherr, Politiker (2009)
- Götz Aly, Historiker und Journalist (2007)
- Fritz von Ameln, Politiker (CDU) (1967)
- Achim Andexer, Arzt (2002)
- Heinz Angermeier, Historiker (2002)
- Lorenzo Annese, Betriebsrat (2024)
- Heinz Anterist, Rechtsanwalt (2007)
- Gisela Anton, Physikerin (1995)
- Herfried Apel, Geschäftsführer, Handelsrichter (2003)
- Karl-Otto Apel, Philosoph
- Hermann Appel, Kraftfahrzeugingenieur und Hochschullehrer (1998)
- Paul Arens, Kommunalpolitiker (1995)
- Erika Arlt, Heimatforscherin (1997)
- Wilfried Arlt, Maschinenbauingenieur und Hochschullehrer (1999)
- Wolfgang Arlt, Thermodynamiker und Hochschullehrer (2022)
- Charlotte Armbruster, Politikerin (1956)
- Dietmar Arnold, Autor (2025)
- Klaus P. Arnold, Vorsitzender Deutsches Kinderhilfswerk (1991)
- Udo Arnold, Historiker (2010)
- Ulli Arnold, Betriebswirtschaftler (2010)
- Hans-Dieter Arntz, Oberstudienrat (1985)
- Horst Arzt, Politiker und Fußballfunktionär (2013)
- Frank Asbeck, Unternehmer (2009)
- Johann Asch, Bürgermeister (1971)
- Christine Aschenberg-Dugnus, Politikerin (FDP) (2024)
- Christel Aschmoneit-Lücke, Politikerin (FDP) (2006)
- Roger Asmussen, Politiker (CDU) (1978)
- Mo Asumang, Regisseurin, Moderatorin und Autorin (2019)
- Seyran Ateş, Frauenrechtlerin (2007)
- Annemarie in der Au, Schriftstellerin (1990)
- Hermann Auernhammer, Techniker und Hochschullehrer (1995)
- Hans Werner Aufrecht, Unternehmer (2000)
- Heribert August, Pfarrer, Organisator von Bosnien-Hilfen (2013)
- Margarete Aurin, Kindergärtnerin und Montessori-Pädagogin (1983)
- Recai Aytas, Politiker (SPD) (2023)

## B
- Werner Bab, Unternehmer (2006)
- Max Bach, Gewerkschafter (1963)
- Lotte Backes, Komponistin (1982)
- Jürgen Backhaus, Wirtschaftswissenschaftler (2007)
- Jehuda Bacon, israelischer Künstler (2012)
- Konrad Bader, Brigadegeneral des Heeres der Bundeswehr
- Robert Bär, Musikpädagoge (2014)
- Günter Bäumner, Heimatforscher (1998)
- Else Baker, Überlebende und Zeitzeugin des Porajmos (2012)
- Elfriede Balzar-Kopp, Kunsthandwerkerin (1974)
- Michael Bamberg, Mediziner (2006)
- Helmut Bantz, Turner (1982)
- Hermann Bareiss, Hotelier (2004)
- Blixa Bargeld, Musiker (2025)
- Bernhard M. Baron, Kulturmanager und Publizist (2011)
- Ernst Barthels, Schauspieler (1957)
- Sabine Bartholomeyczik, Pflegewissenschaftlerin (2015)
- Christian Bau, Koch (2018)
- Carl-Peter Bauer, Arzt (2010)
- Dietrich Bauer, Ökonom (1995)
- Esther Bauer, deutsch-amerikanische Zeitzeugin des Holocaust (2007)
- Karlheinz Bauer, Unternehmer (1993)
- Thomas Bauer, Bauunternehmer (2003)
- Willy Bauer, Naturschützer (1976)
- Arnulf Baumann, Pastor (1993)
- Herbert Baumann, Komponist (1998)
- Fritz Baumbach, Schachspieler (2011)
- Albert Baumgartner, Meteorologe und Forstwissenschaftler (1996)
- Brunhilde Baur, Verlegerin (1995)
- Helmut Baur, Unternehmer (1993)
- Ute Baur-Timmerbrink, österreichisches Besatzungskind (2017)
- Hermann Becht, Opernsänger (1999)
- Bernd Bechtold, Unternehmer (2009)
- Gerlinde Beck, Bildhauerin (1984)
- Hubert Beck, Organist, Kirchenmusikdirektor und Hochschullehrer (2002)
- Marieluise Beck, Politikerin (Bündnis 90/Die Grünen) (1996)
- Volker Beck, Politiker (2002)
- Herbert Becke, Kulturschaffender und Fotograf (2012)
- Franz Beckenbauer, Fußballspieler (1976)
- Helmut Becker, Weinbaufachmann (1982)
- Jürgen Becker, Jurist, Hochschullehrer und Vorstandsvorsitzender der GEMA (2004)
- Jürgen Becker, Staatssekretär und Politiker (2019)
- Wolfgang Becker-Brüser, Mediziner und Apotheker (2011)
- Pia Beckmann, Politikerin (CSU) (2024)
- Konrad Bedal, Bauhistoriker und Kunsthistoriker (2001)
- Heinrich Beerbom, Bürgermeister und Stadtdirektor von Bramsche (1958)
- Michael Behrendt, Industriemanager (2012)
- Wolfram Behrendt, Mediziner und Hochschullehrer (2008)
- Christine Behrens, Heimatforscherin (2018)
- Manfred Beilharz, Theaterintendant, Präsident des Internationalen Theaterinstituts (2007)
- Hans-Jürgen Beineke, Landrat (CDU) (1989)
- Inge Bell, Journalistin (2013)
- Matthias Beller, Wissenschaftler (2006)
- Birgitt Bender, Gesundheitsberaterin und Politikerin (Bündnis 90/Die Grünen) (1998)
- Friedrich Bender, Geologe (1972)
- Heinz Friedrich Benner, Staatssekretär (2003)
- Günther Bentele, Autor (2021)
- Rolf Benz, Unternehmer (2008)
- Andrea Berg, Schlagersängerin (2008)
- Barbara Bergelt, Politikerin (SPD) (2006)
- Joel Berger, Landesrabbiner (2016)
- Alan Bern, US-amerikanischer Komponist (2022)
- Dante Bernabei, Luxemburger Sprachforscher (1998)
- Eberhard Bernatzki, Sportfunktionär (Fußball) (1995)
- Walther L. Bernecker, Historiker (2009)
- Willi Bernhardt, Unternehmer und Verbandsfunktionär (1994)
- Ingrid Berzau, Schauspielerin, Regisseurin und Theaterleiterin (2010)
- Lioba Betten, Bibliothekarin und Verlegerin (2006)
- Katja von der Bey, Kunsthistorikerin (2025)
- Friedhelm Beyersdorf, Chirurg (2025)
- Erich Beyreuther, Theologe und Kirchenhistoriker (1987)
- Hans Bibelriether, Forstmann und Naturschützer
- Stephan Bickhardt, Pfarrer und Bürgerrechtler (2014)
- Hans Bierbrauer (genannt Oskar), Zeichner, Karikaturist und Maler (1980)
- Klaus Biesenbach, Kunsthistoriker und Kulturmanager (2016)
- Gisela Bill, Politikerin (Bündnis 90/Die Grünen) (2002)
- Alfred Birnschein, Maler und Grafiker (1983)
- Paul Bischoff, Komponist, Dirigent und Chorleiter (2008)
- Elke Mascha Blankenburg, Dirigentin und Musikhistorikerin (1999)
- Immanuel Bloch, Physiker (2005)
- Elsa Blöcher, Heimatforscherin (1976)
- Joachim Blüher, Kunsthistoriker (2020)
- Reiner Blumentritt, Politiker und Heimatforscher (2013)
- Christoph Bode, Anglist und Amerikanist (2013)
- Manfred Bode, Rüstungsindustrieller (2007)
- Ehrenfried Boege, Brigadegeneral
- Rainer Michael Boehmer, Archäologe (1995)
- Heinrich Boehr, Brigadegeneral (2001)
- Wolfgang Bogen, Erfinder und Unternehmer (1976)
- Wulf Böhmcker, Forstmann (1991)
- Siegfried Böhringer, Politiker (SPD) (2016)
- Egon Boldt, Gewerkschafter (1984)
- Hans Bollinger, Pädagoge und Musiker (2008)
- Friedrich von Bömches, Maler, Grafiker, Fotograf (1987)
- Hans Günter Bömeke, Politiker (SPD)
- Hermann Bontjer, Politiker (SPD) (2007)
- Heinz-Josef Bontrup, Wirtschaftswissenschaftler (2018)
- Jürgen Borgwardt, Verbandsfunktionär (2004)
- Hans-Joachim Bormeister, Forstmann (1999)
- Freimut Börngen, Astronom (2006)
- Egon Boshof, Historiker und Heimatforscher (2009)
- Gerhard Boß, Theologe und Autor (1984)
- Cord Bothe, Politiker (CDU)
- Johann Max Böttcher, Unternehmer und Philanthrop (1981)
- Hans-Hermann Braess, Ingenieur, Forschungsleiter BMW (1999)
- Ulrich Bracker, Präsident der bayerischen Notarkammer (2007)
- Fania Brancovskaja, litauische Zeitzeugin des Holocaust (2009)
- Heiner Brand, Bundestrainer der Handballnationalmannschaft (2007)
- Rolf Brand, Aikidoka (1977)
- Karlheinz Brandenburg, Miterfinder des MP3-Formates (2006)
- Franz Brandl, Bergmann (1951)
- Horst Brandstätter, Unternehmer, Geschäftsführer von Playmobil (1993)
- Austen Peter Brandt, deutsch-britisch-nigerianischer Pfarrer (2011)
- Helmut Brandt, Jazzmusiker (2000)
- Rolf Braun, Karnevalist (1995)
- Dagmar Braun, Unternehmerin (2010)
- Frederik Braun, Unternehmer (2010)
- Gerrit Braun, Unternehmer (2010)
- Norbert Braun, Unternehmer (2010)
- Walter Braun, Pädagoge, Politiker und Heimatpfleger (1973)
- Eberhard Brecht, Politiker (2008)
- Rudi Brehm, Gewerkschafter (1979)
- Erich Breiding, Unternehmer (1986)
- Fred Breinersdorfer, Drehbuchautor und Filmproduzent (2014)
- Günter Breithardt, deutscher Mediziner (2024)
- Susanne Breit-Keßler, Geistliche (2005)
- Gisela Breitling, Malerin und Kunsthistorikerin (2001)
- Werner Breitwieser, Politiker (2008)
- Willi Breuer, Fußballtrainer (2007)
- Gertrud von den Brincken, Dichterin und Schriftstellerin (1982)
- Werner Brinkmann, Vorstand der Stiftung Warentest (2011)
- Christoph Broelsch, Mediziner (1991)
- Manfred Broy, Informatiker (1996)
- Hedwig Brüchert, Historikerin (2018)
- Sara Brucker, Gynäkologin (2025)
- Peter Brühl, Mediziner (2009)
- Christian Bruhn, Komponist (2021)
- Maike Bruhns, Kunsthistorikerin (2013)
- Micha Brumlik, Erziehungswissenschaftler und Publizist (2025)
- Sabine Brünger-Weilandt, Wissenschaftsmanagerin (2024)
- Hans Buchheim, Politikwissenschaftler (1969)
- Wilhelm Buckermann, Politiker, Bürgermeister von Rees (1993)
- Jürgen Budday, Pädagoge, Kirchenmusikdirektor, Dirigent (1998)
- Hermann Bühlbecker, Unternehmer (2004)
- Ruth Bühren-Gamb, Politikerin (SPD)
- Christian Büttrich, Germanist und Bibliothekar (2001)
- Hans Buhmann, Politiker (CDU) (1985)
- Wolfgang Buhr, Politiker (1986)
- Peter Bümlein, Politiker (2004)
- Dieter Burgard, Politiker (SPD) (2024)
- Oswald Burger, Historiker (2007)
- Hans Burggraf, Politiker (CDU) (1989)
- Adolf Burkhardt, Pfarrer und Esperantist (1992)
- Karin Burmeister, Frauenaktivistin und Politikerin (Grüne) (2016)
- Willi Burth, Kinopionier (1989)
- Fritz B. Busch, Journalist (1993)
- Felix Busse, Rechtsanwalt (1989)
- Alena Buyx, Medizinethikerin (2024)
- Hellmuth Butenuth, Automobilhersteller (1968)

## C
- Hans Carstens, Politiker (FDP, CDU) (1971)
- Roland A. Caspary, Filmpolitiker (1989)
- Ralph Caspers, Fernsehmoderator (2019)
- Cihan Çelik, Mediziner (2024)
- Gertrude Cepl-Kaufmann, Literaturwissenschaftlerin (2013)
- Cha Bum-kun, südkoreanischer Fußballspieler (2019)
- Saba-Nur Cheema, Politologin und Publizistin (2024)
- Sabine Christiansen, Fernsehjournalistin (2002)
- Otto H. Ciliax, Marineoffizier (1986)
- Lamar Joseph Conner, Luftverkehrskaufmann (2011)
- Rainer Conrad, Jurist (2007)
- Heinrich Conrads, Sportfunktionär (2008)
- Norbert Conrads, Historiker (2017)
- Eckart Cordes, Buchhändler (1994)
- Karl Corino, Journalist (2003)
- Hermann Creutzenberg, Politiker (CDU)
- Andreas Crusius, Arzt und Standespolitiker (2025)
- Gesine Cukrowski, Schauspielerin (2025)
- Jawahir Cumar, somalisch-deutsche Übersetzer und Aktivistin (2011)

## D
- Paul Damjakob, Domorganist am Würzburger Dom (2003)
- Wilhelm Damwerth, Schriftsteller (1974)
- Werner G. Daniel, Mediziner (2020)
- Gerhard Dann, Politiker (SPD) (1990)
- Roswitha Dasch, Musikerin (2024)
- Claudia Dathe, Übersetzerin (2022)
- Erich Dauzenroth, Pädagoge
- Werner H. A. Debler, Pädagoge, Verwaltungsbeamter und Heimatforscher (2001)
- Kurt Dedich, Travestiekünstler (2014)
- Heide Degen, Politikerin (CDU) (1990)
- Tsegaye Degineh, äthiopischer Wirtschaftswissenschaftler (2021)
- Hannes Demming, Schauspieler, Autor und Übersetzer (2018)
- Harald Denecken, Kommunalpolitiker (SPD) (2019)
- Thomas Denter, Abt von Marienstatt (1996)
- Walter Desch, Sportfunktionär (2008)
- Guido Dessauer, Autor, Kunstmäzen und -sammler (2008)
- Ulrike Detmers, Unternehmerin (2008)
- Antje von Dewitz, Unternehmerin (2024)
- Friedrich Dieckell, Unternehmer und Mäzen (2005)
- Jürgen Dieckert, Sportfunktionär und Sportwissenschaftler (1996)
- Joachim Diederichs, Bildjournalist (1981)
- Ulrike M. Dierkes, Journalistin und Autorin (2007)
- Hans Dieter, Landschaftsmaler und Dichter (1956)
- Hans-Heinrich Dieter, General der Bundeswehr
- Juliane Diller, deutsch-peruanische Biologin (2021)
- Donald B. Dingwell, kanadischer Geologe (2013)
- Siegfried Dinsel, Fernsehtechniker und Tennisfunktionär (2001)
- Heinrich Dittmar, Historiker (1994)
- Bijan Djir-Sarai, Politiker (FDP) (2024)
- Andreas Raymond Dombret, deutsch-amerikanischer Wirtschaftswissenschaftler und Bankmanager (2007)
- Harald Dörig, Richter (2007)
- Gerhard Dorda, Physiker und Komponist (1987)
- Ernst Dorn, Oberstudiendirektor, Heimatforscher (1991)
- Ilona Dörr, Politikerin (2010)
- Walter Dörr, Elektroingenieur, Hochschullehrer und Politiker (2005)
- Paul Dotzert, Politiker
- Joachim Draheim, Musikwissenschaftler, Musikpädagoge und Pianist (2021)
- Richard Drautz, Politiker (FDP) (2003)
- Carsten Drebenstedt, Bergingenieur (2025)
- Karlheinz Drechsel, Musikjournalist und Kulturmanager (2004)
- Wolfgang Drechsler, Sozialwissenschaftler und Regierungsberater (2005)
- Detlev Drenckhahn, Mediziner (2009)
- Christian Drosten, Virologe (2005)
- Mirko Drotschmann, Journalist, Moderator, Autor und Webvideoproduzent (2023)
- Rudolf Ducke, Unternehmer (1984)
- Eberhard Dünninger, Politiker (ÖDP), Generaldirektor der Bayerischen Staatlichen Bibliotheken
- Bashir Ahmad Dultz, Sufi-Schech (2008)
- Hans Jörg Duppré, Politiker (2010)
- Heinz-Josef Durstewitz, Pfarrer und Bürgerrechtler (2006)
- Gerhard Dust, Unternehmer (2007)
- Franz Josef Düwell, Richter (2017)
- Klaus Düwel, germanistischer und skandinavistischer Mediävist (2014)

## E
- Doris Ebbing, Bürgermeisterin von Hemer (1999)
- Lotte Eckert, Weiperfelden (1984)
- Hermann Ebeling, Journalist (1956)
- Werner Eberth, Jurist und Heimatforscher (1997)
- Heinz Eckhoff, Politiker (CDU)
- Ludger Edelkötter, Komponist, Musikpädagoge und Verleger (2014)
- Rupert Egenberger, Heilpädagoge, Begründer des Sonderschulwesens in Bayern (1954)
- Gerhard Egert, Lehrer und Heimatforscher (1996)
- Martin Egg, Heimatdichter (1986)
- Rolf Eggert, LZB-Präsident (2007)
- Dieter Egner, Politiker (SPD) (2014)
- Gerhard Ehninger, Mediziner (2025)
- Walter Eichendorf, Präsident des Deutschen Verkehrssicherheitsrats (2014)
- Ludwig M. Eichinger, Sprachwissenschaftler (2014)
- Bernhard Eichkorn, Pfarrer, Esperantist (2008)
- Johannes Eidt, Künstler (2012)
- Kathrin Eipert, Saxophonistin und Musikpädagogin (2022)
- Ólafur Elíasson, isländisch-dänischer Künstler (2025)
- Aladin El-Mafaalani, Soziologe und Hochschullehrer (2023)
- Marga Elser, Politikerin (2016)
- Gerhard Emig, Politiker und Rechtsanwalt (1994)
- Günter Emig, Geistlicher (1987)
- Fritz Emonts, Pianist und Klavierpädagoge (1995)
- José Luís Encarnação, Informatiker (1983)
- Albrecht Encke, Mediziner, Präsident der AWMF (2006)
- Erich Endlein, Pfarrer (2001)
- Horst Walter Endriss, Steuerberater (2008)
- Horst Engel, Politiker, MdL (2007)
- Karl Heinz Engelin, Bildhauer (1980)
- Leopold Engleitner, österreichischer NS-Verfolgter (2007)
- Klaus Englert, Rechtswissenschaftler (2009)
- Bruno Epple, Maler und Heimatdichter (2019)
- Ralph Erbar, Pädagoge und Geschichtsdidaktiker (2017)
- Joske Ereli, israelischer Gründer der Partnerschaft zwischen Tamar und Bad Kissingen (2009)
- Edmund Erlemann, Geistlicher (1985)
- Gisela Erler, Politikerin (Bündnis 90/Die Grünen) (2024)
- Michael Ermrich, Politiker (2010)
- Jenny Erpenbeck, Schriftstellerin und Regisseurin (2017)
- Georg Ertl, Mediziner (2024)
- Heimo Ertl, Anglist und Bildhauer (2004)
- Jürgen Eschert, Kanute und Sportmanager (2002)
- Michael Esken, Politiker, Bürgermeister von Hemer (2007)
- Klaus Evertz, Politiker (1985)
- Wolfgang Ewer, Rechtsanwalt (2018)

## F
- Karl Fall, Entwicklungshelfer (2011)
- Günter Faltin, Ökonom und Unternehmer (2010)
- Hans-Lothar Fauth, Gastronom und Politiker (1995)
- Marko Feingold, Holocaust-Überlebender (2019)
- Heinz Feldhege, Politiker, Ehrenoberbürgermeister von Mönchengladbach (1992)
- Jochen Feldmann, Physiker (2001)
- Erika Fellner, Politikerin (SPD) und Dekanin (2003)
- Paul Feuchte, Rechtswissenschaftler (1952)
- Valentin Peter Feuerstein, Maler (1990)
- Fritz Feyerherm, Rugbyspieler, Schiedsrichter und Sportfunktionär (2005)
- Rudolf Fiebich, Lehrer im Hochschuldienst (2013)
- Bernd Fiedler, Sportfunktionär (2011)
- Walter Fink, Mäzen der Neuen Musik (2007)
- Artur Fischer, Unternehmer, Erfinder (1968)
- Dieter Fischer, Politiker (CDU) (1990)
- Eckart Fischer, Brigadegeneral der Bundeswehr (1991)
- Julia Fischer, Biologin (2016)
- Julia Fischer, Geigerin (2016)
- Ute Fischer, Politikerin (SPD) (2008)
- Werner Fischer, Goldschmied und Künstler (1979)
- Werner Fischer, Maschinenbauingenieur und Hochschullehrer (2005)
- Wolfgang Fischer, Politiker (SPD), Oberbürgermeister von Leinfelden-Echterdingen (2007)
- Peter Fischer-Appelt, Theologe (2019)
- Dietrich Fischer-Dieskau, Sänger (1958)
- Michael Fischl, Politiker (2001)
- Peter Fissenewert, Jurist (2012)
- Maria Flachsbarth, Politikerin (CDU) (2024)
- Hellmut Flashar, Klassischer Philologe (1994)
- Jutta Fleck, „Die Frau vom Checkpoint Charlie“ (2009)
- Samuel J. Fleiner, Konzeptkünstler und Komponist (2023)
- Walter Flemmer, Autor, Fernsehjournalist und Fernsehregisseur (1991)
- Günter Fleskes, Politiker (SPD) (1998)
- Erika Fleuren, Politikerin (2003)
- Joseph Focke, Tierarzt und Politiker (1969)
- Günter Follmer, Bankier und Honorarkonsul (1995)
- Karl Föster, Mitglied des Pax Christi
- Friedhelm Fragemann, Politiker (SPD) (2024)
- Käthe Franke, Politikerin (2001)
- Philomena Franz, Zeitzeugin des Porajmos (1995)
- Peter Fraps, Militärarzt
- Walter Freivogel, Turner, Turnfunktionär und Kampfrichter (1985)
- Elisabeth Frenzel, Literaturwissenschaftlerin (1997)
- Horst Frerking, Veterinärmediziner und Hochschullehrer (2011)
- Ute Freudenberg, Sängerin (2008)
- Erwin Freytag, Autor und Theologe (1986)
- Hans Fricke, Widerstandskämpfer (2011)
- Otto Fricke, Politiker (FDP) (2020)
- Volker Friedberg, Gynäkologe und Hochschullehrer (1989)
- Engelbert Friedhoff, Chirurg (1999)
- Hans Joachim Friedrich, Journalist (1998)
- Margot Friedländer, Überlebende des Holocaust (2011)
- Hans-Günter Friese, Apotheker (1996)
- Juliane von Friesen, Wirtschaftsjuristin und Politikerin (1999)
- Alfons Friderichs, Diakon und Heraldiker (2004)
- Lykke Friis, dänische Politikerin (2009)
- Gudrun Fritsch, Psychologin und Kunsthistorikerin (2006)
- Bernhard Fritz, Politiker (2010)
- Kai Frobel, Geoökologe (2020)
- Jochen-Konrad Fromme, Politiker (2009)
- Barbara Fruth, Ökologin und Evolutions-Anthropologin (2025)
- Meinhard Füllner, Politiker (2002)
- Leonie Fürst, Ärztin (1987)
- Erich Fuchs, Mediziner (1991)
- Cornelia Funke, Jugendbuchautorin (2008)
- Manfred Funke, Politikwissenschaftler und Zeithistoriker (1984)
- Peter Funke (Anglist) (1989)
- Maria Furtwängler, Schauspielerin und Ärztin (2003)

## G
- Carl Hermann Gaiser, Politiker (1952)
- Dietmar Gaiser, Journalist (1999)
- Volker Gallé, Schriftsteller, Liedermacher und Kulturmanager (2015)
- Klaus Gamber, Liturgiewissenschaftler (1989)
- Klaus Garber, Literaturwissenschaftler (2021)
- Adolf Gandner, Politiker und Landrat (1963)
- Ovidiu Ganț, rumäniendeutscher Politiker (2008)
- Johannes Ganz, Politiker (CDU) (1993)
- Claus Theo Gärtner, Schauspieler (2006)
- Rudolf Garlichs, Politiker (1973)
- Rolf D. Gassen, Politiker (1999)
- Josef M. Gaßner, Astrophysiker (2022)
- Willi Gayler, Forstmann (1996)
- Wilhelm Gegenfurtner, Generalvikar und Dompropst (2005)
- Wolfgang Grupp, Unternehmer (2019)
- Ulrich Gehre, Journalist und Kunsthistoriker (1987)
- Gerd Geismann, Politiker (2003)
- Hans W. Geißendörfer, Regisseur, Autor und Filmproduzent (2015)
- Martin Geisz, Pädagoge und Autor (2010)
- Bernhard Gelderblom, Historiker und Autor (2008)
- Gabriele von Gemmingen-Guttenberg, Politikerin (2010)
- Stefan Gemmel, Schriftsteller und Leseförderer (2007)
- Mevlüde Genç, Opfer des Brandanschlags von Solingen (1996)
- Carlo Gentile, Historiker (2022)
- Herbert Gerisch, Unternehmer und Politiker (CDU) (1971)
- Agnes Gerlach, Frauenrechtlerin (1966)
- Egon Gerson, Unternehmer (1990)
- Rüdiger Geserick, Unternehmer (2012)
- Carl Friedrich Gethmann, Philosoph (2006)
- Dieter Geuenich, Historiker (2025)
- Christian Giermann, Marineoffizier (1977)
- Rotraut Gille, Ärztin und Umweltaktivistin (2022)
- Alois Gillitzer, Volksmusiker (2005)
- Gerhard Glaser, Denkmalpfleger (1998)
- Ernst Otto Glasmeier, Architekt (1985)
- Iris Gleicke, Politikerin (SPD) (2009)
- Gisela Gneist, Opfer der SED-Diktatur und Vorsitzende eines Opferverbands (2006)
- Richard Goedeke, Bergsteiger und Autor (2011)
- Cornelia Goesmann, Medizinfunktionärin (2024)
- Peter Gola, Rechtswissenschaftler und Politiker (FDP) (1998)
- Kurt Goldammer, Religionswissenschaftler (1988)
- Hans-Michael Goldmann, Politiker (FDP) (2009)
- Hartmut Goldschmidt, Mediziner (2005)
- Friedhelm Golücke, Historiker (2008)
- Bernd Gökeler, Vereinsfunktionär (2019)
- Eberhard Golla, Brigadegeneral (1981)
- Rüdiger Görner, Literaturwissenschaftler (2017)
- Magdalena Götz, Hochschullehrerin (2010)
- Wolfgang Götzer, Politiker (CSU) (1997)
- Stefanie Grauer-Stojanovic, Autorin und Unternehmerin (2021)
- Wilfried Gräfling, Feuerwehrmann (2019)
- Elmar Gräßel, Mediziner und Hochschullehrer (2025)
- Reinhard Grätz, Politiker (2010)
- Christoph Greiff, Politiker (CDU) (1990)
- Wolfgang Greilich, Politiker (FDP) (2024)
- Horst Kurt Greim, Theologe (2003)
- Virginia Wangare Greiner, kenianische Sozialarbeiterin (2006)
- Wolfgang Gremmel, Handballschiedsrichter und -funktionär (2015)
- Georg Christof Florian Greve, Gründer der Free Software Foundation Europe (2010)
- Matthias Griebel, Heimatforscher (1995)
- Monika Griefahn, Politikerin (SPD) und Umweltaktivistin (2018)
- Heinz Gries, Unternehmer (2004)
- Otto Grim, österreichischer Schiffbauingenieur (1982)
- Uwe Karsten Groß, Kirchenmusiker (1995)
- Siegfried Grote, Regisseur und Theaterintendant (2002)
- Volker Grub, Rechtsanwalt (1999)
- Herbert Gruhl, Politiker und Umweltschützer (1991)
- Wilfried Grunau, Ingenieur und Geodät (2011)
- Walter G. Grupp, Rechtsanwalt, Unternehmer und Journalist (2018)
- Winfried Grupp, Jurist (1997)
- Gerald Grusser, Funktionär (2006)
- Peter Gülke, Dirigent, Musikwissenschaftler und Musikschriftsteller (2017)

## H
- Hermann Haarmann, Kommunikationshistoriker (2016)
- Wilhelm Haarmann, Landrat (1969)
- Ernst Otto Haas, Politiker (CDU) (1975)
- Herbert Haas, Umweltschützer (2003)
- Marius Haas, Diplomat (1999)
- Margarete Haaß-Wiesegart, Psychotherapeutin (2011)
- Hartmut Haenchen, Dirigent (2008)
- Peter Haberer, Politiker (CDU) (1979)
- Alfred Habermann, deutsch-tschechischer Kunstschmied und Metallplastiker (2001)
- Matthias Habich, Schauspieler (2009)
- Herbert Haf, Mathematiker (2011)
- Paul Haffner, Botaniker und Naturschützer (1974)
- Hans Hagdorn, Paläontologe (2025)
- Karl Hubert Hagen, Politiker (2010)
- Alma Hagenbucher, Unternehmerin (1988)
- Wolfgang Maria Hagl, Abt der Benediktinerabtei Kloster Metten (2012)
- Joachim Hahn, Pfarrer und Autor (2022)
- Klaus Hähnel, Musikpädagoge und Gründer des Gothaer Kinderchores (2004)
- Herbert Hainer, Manager (2008)
- Hubertus Halbfas, Theologe und Religionspädagoge (2012)
- Laura Halding-Hoppenheit, Wirtin, LGBTQ+-Aktivistin und Kommunalpolitikerin (2014)
- Michael Hallek, Mediziner (2024)
- Arthur Handtmann, Unternehmer (1978)
- Ewald Hanstein, Sinti-Funktionär (2006)
- Eberhard Hamer, Ökonom (1986)
- Sabine Hamer, Politikerin (SPD) (1996)
- Klaus Hammer, Politiker (SPD) (2008)
- Uwe Hammer, Sportfunktionär (2005)
- Günter Hannstein, Brigadegeneral (1984)
- Olaf Harder, Professor, Diplom-Ingenieur, Rektor FH Konstanz (2001)
- Rainer Ute Harms, Politiker (CDU) (1982)
- Rebecca Harms, Politikerin (Bündnis 90/Die Grünen) (2021)
- Daniel Harrich, Filmemacher (2024)
- Heide-Marie Härtel, Tänzerin, Kamerafrau und Filmregisseurin (2025)
- Jörg Hartung, Tiermediziner (2024)
- Rolf Haufs, Autor (2007)
- Ute Haug, Kunsthistorikerin und Provenienzforscherin (2022)
- Alfred Hausser, Widerstandskämpfer (2003)
- Cornelius Häußermann, Kirchenmusiker (2016)
- Dunja Hayali, Fernsehmoderatorin (2018)
- Toshihiko Hayashi, japanischer Jugendarbeiter (1986)
- Wolfgang M. Heckl, Biophysiker (2008)
- Dirk Heckmann, Rechtswissenschaftler (2025)
- Reiner Heeb, Landrat (1985)
- Hannes Hegen, Grafiker und Comiczeichner (2010)
- Heinz-Gerd Hegering, Informatiker und Hochschullehrer (2004)
- Otto Hegner, Brigadegeneral (1994)
- Walter Heid, Politiker (CDU) (1979)
- Annelise Heigl-Evers, Psychoanalytikerin (1992)
- Christa Heilmann, Sprechwissenschaftlerin (2015)
- Erwin Heim, Politiker (1954)
- Karl-Heinz Heimann, Sportjournalist (1992)
- Joachim Heinzl, Ingenieur (2009)
- Dietrich von Hein, Bundeswehrveterinär (1984)
- Helmut Heine, Industriekaufmann (2010)
- Josef Heinen, Kunsthändler und Gerechter unter den Völkern (1970)
- Maren Heinzerling, Ingenieurin (2009)
- Gunter Heise, Unternehmer (1999)
- Eberhard Heiße, Jugendevangelist (1997)
- Karl Helbig, Forschungsreisender, Geologe, Ethnologe, Reiseschriftsteller, Schiffsheizer (1988)
- Klaus Held, Philosoph (2002)
- Matthäa Held, Ordensschwester (1987)
- Siegfried Helias, Politiker (CDU) (2025)
- Walter Hellmich, Fußball-Funktionär und Bauunternehmer (1997)
- Rudolf Heltzel, Maler, Bildhauer (1994)
- Johann Anton Hemberger, Politiker, Bürgermeister von Heusenstamm (1977)
- Karl Hemberger, Sportfunktionär (1974)
- Johannes Hengstenberg, Unternehmer (2009)
- Hans-Günter Henneke, Politiker (2014)
- Rainer Hennig, Pfarrer und Umweltbeauftragter (2006)
- Hans-Ulrich Henning, Chorleiter, Musikpädagoge und Sänger (2020)
- Manfred Hepperle, Mundartdichter und -kabarettist (2011)
- Wolfgang Herkt, Tier- und Artenschützer (2011)
- Gordon Herbert, kanadischer Basketballtrainer (2024)
- Anna Heringer, Architektin (2022)
- Eva Herlitz, Autorin und Kunstinitiatorin (2019)
- Klaus Herlitz, Unternehmer (2019)
- August Herold, Rebenzüchter (1965)
- Trude Herr, Schauspielerin und Sängerin (1988)
- Joachim Herrmann, Politiker (2010)
- Wolfgang A. Herrmann, Chemiker und Hochschulreformer (1997)
- Eduard Herterich, Maler (1985)
- Hans-Ulrich Herzberg, Landespolizeipräsident von Sachsen (2001)
- Gustav Herzog, Politiker (SPD) (2024)
- Heinz Hesdörffer, Holocaust-Überlebender (2018)
- Klaus Hess, Verleger (2019)
- Marlies Hesse, Journalistin (2003)
- Peter Julius Hesse, Kaufmann (1994)
- Willy Hesse, Unternehmer und Kammerfunktionär (2003)
- Anton Heuberger, Physiker (2007)
- Georg Heuberger, Museumsgründer (2006)
- Adolf Heuken, Autor, Förderer der deutsch-indonesischen Freundschaft (2008)
- Hans Ulrich Heuser, Journalist und Verbandsfunktionär (2015)
- Susanne Heydenreich, Schauspielerin, Regisseurin und Hörspielsprecherin (2023)
- Peter von der Heydt Freiherr von Massenbach, Politiker und Bankmanager
- Josef Heyes, Politiker und Vorsitzender der Leprahilfe (2025)
- Jörg Hieber, Einzelhändler, Edeka-Aufsichtsratsvorsitzender (2006)
- Irmela Hijiya-Kirschnereit, Sinologin, Japanologin (1995)
- Dagmar Hirche, Unternehmerin (2023)
- Frank Hirsch, Musikpädagoge und Chorleiter (2001)
- Jakob Hirsch, israelischer Jurist und Staatssekretär (2012)
- Georg Hirschberg, Richter (1952)
- Thomas Hitzlsperger, Fußballspieler und -funktionär (2020)
- Rolf-Peter Hoenen, Vorstand der HUK-COBURG Versicherungsgruppe (2007)
- Gottfried Hoch, Konteradmiral (2024)
- Hubert Hochbruck, Maschinenbauingenieur und Eisenbahnexperte (2015)
- Gerd Höfer, Politiker (2016)
- Dieter Hoffmann-Axthelm, Freiberufler, Stadtplaner (2006)
- Martin Hoffmann, studentischer Widerstand in der DDR (2008)
- Eckart Höfling, Franziskaner (2007)
- Gerhard Hofmann, Rechtsanwalt (1986)
- Herbert W. Hofmann, Sportfunktionär (1987)
- Horst-Klaus Hofmann, Gründer der Offensive Junger Christen (1990)
- Jörg Hoff, Generalapotheker (1999)
- Karl Friedrich von Hohenzollern, Chef des Hauses Hohenzollern (2009)
- Monika Hohlmeier, Politikerin (1988)
- Hermann Höhn, Pfarrer (1987)
- Hermann Höllenreiner, Roma und Überlebender des Porajmos (2013)
- Ulrike Holler, Rundfunkjournalistin (2001)
- Hans-Josef Holtappels, deutscher Pädagoge und Kommunalpolitiker (CDU) (2000)
- Fred Hölzer, Fußballspieler und Sportfunktionär (2011)
- Barbara Honigmann, Schriftstellerin (2024)
- Karl Hopfner, Sportfunktionär (2018)
- Christian Höppner, Musiker (2001)
- Hartmut Horst, Fluchthelfer (2010)
- Helmut Hoyer, Elektrotechniker (2005)
- Dietmar von Hoyningen-Huene, Verfahrenstechniker und Hochschullehrer (1994)
- Rudolf Hruschka, Lehrer und Heimatforscher (1956)
- Alfons Huber, Klassischer Philologe, Gymnasiallehrer, Historiker, Heimatforscher (2017)
- Hans G. Huber, Unternehmer (2004)
- Michaela Huber, Psychotherapeutin (2008)
- Wolfgang Huber, Umweltmediziner (2000)
- Eva Hubert, Politikerin (2025)
- Hans Hübner, Brigadegeneral (1992)
- Margit Hudelmaier, Vorsitzende des Bundesverbandes Contergangeschädigter (2010)
- Uwe Hück, Gewerkschafter (2017)
- Hauke Hückstädt, Herausgeber und Literaturvermittler (2024)
- Volker Maria Hügel, Sozialpädagoge und Flüchtlingshelfer (2021)
- Hartmut Hühnerbein, Theologe (2016)
- Sandra Hüller, Schauspielerin (2020)
- Annette Humpe, Sängerin und Musikproduzentin (2018)
- Andreas Hüneke, Kunsthistoriker (2013)
- Heinz Hürten, Neuzeit- und Kirchenhistoriker (1989)
- Wolfgang Huss, Verleger (2001)
- Michael Hüther, Ökonom (2009)
- Christel Hüttemann, Vorsitzende des Vereins zur Förderung krebskranker Kinder Münster (2010)
- Zia Gabriele Hüttinger, Obdachlosenhelferin (2013)
- Friedrich Ernst Hunsche, Schriftsteller, Sprachforscher, Heimatforscher, Genealoge (1981)
- Moritz Hunzinger, Vorstandsvorsitzender (1999)

## I
- Hugbert Ibel, Brigadegeneral
- Wolfgang Immenhausen, Kunstexperte (2024)
- Karl Ingenerf, Politiker (CDU) (1972)
- Hans Ingwersen, Politiker (CDU) (1975)
- Erwin Issler,  Bundesvorsitzender der Landsmannschaft der Dobrudscha- und Bulgariendeutschen (1999)
- Johanna Ittner, Hauswirtschaftlerin (1987)

## J
- Ursula Jetter, Schriftstellerin und Lyrikerin (2018)
- Uwe Jacobi, Journalist (2005)
- Gisela Jahn, Ärztin (2004)
- Hajo Jahn, Journalist, Vorsitzender der Else-Lasker-Schüler-Gesellschaft (2003)
- Angelika Jahns, Politikerin (CDU) (2024)
- Wolfgang Jähnichen, Ingenieur und Verkehrswissenschaftler (2014)
- Hans-Hermann Jansen, Musiker (2011)
- Horst Werner Janssen, Kapitän und Reeder (1992)
- Rolf-Dieter Jaretzky, Philatelist (2021)
- Hans-Werner Jarosch, Generalmajor (1984)
- Anton Jatsch, Politiker (1990)
- Harald Jatzke, Richter (2024)
- Hans-Werner Jarosch, General der Luftwaffe (1984)
- Ernst-Alfred Jauch, Journalist (1971)
- Martin Friedrich Jehle, Klavierbaumeister (1980)
- Hans-Joachim Jentsch, Politiker (1990)
- Julia Jentsch, Schauspielerin (2018)
- Jürgen Jentsch, Politiker (1997)
- Walter Jertz, Generalleutnant
- Eike Jessen, Informatiker (1993)
- Erich John, Designer (2021)
- Erwin Jöris, Widerstandskämpfer (2002)
- Carlo Jordan, Umweltaktivist und Politiker (2019)
- Werner Jorns, Archäologe (1990)
- Reinhardt Jünemann, Logistiker (1987)
- Andreas Jürgens, Politiker (Bündnis 90/Die Grünen) (2003)
- Herbert Jüttemann, Ingenieur und Technikhistoriker (2008)
- Franz Jung, Großdechant der Grafschaft Glatz (2001)
- Hartmuth Jung, Bankmanager (2019)
- Detlef Junker, Historiker (2010)
- Hermann Junack, Forstmann (1983)
- Eva-Maria Jung-Inglessis, Kirchenhistorikerin (2001)
- Hugo Jung, Kommunikationsmanager (1990)
- Friedrich-Wilhelm Junge, Schauspieler (1995)
- Heinz Jussen, Friedensaktivist (1999)

## K
- Jörg Kaehler, Schauspieler, Regisseur, Theaterleiter (2012)
- Axel Kahrs, Schriftsteller (2015)
- Johannes Kahrs, Politiker (SPD) (2010)
- Joachim Kaiser, Kapitän (2025)
- Roland Kaiser, Schlagersänger (2016)
- Ernes Erko Kalač, deutsch-montenegrinischer Karateka, Kickboxer und Karate-Trainer (2021)
- Gisela Kallenbach, Mitglied des Europäischen Parlaments (2001)
- Walter Kalot, Bildhauer und Kulturaktivist (1995)
- Berta Kals, Künstlerin (2002)
- Alice Kaluza, Tänzerin (2007)
- Holger Kammerhoff, Generalleutnant
- Detlef Kammholz, Flottillenadmiral
- Regine Kämper, Übersetzerin (2025)
- Anselm Kampik, Augenarzt (2021)
- Hans-Dietrich Kams, Brigadegeneral (1991)
- Heidi Kang, Germanistin (2006)
- Erich Kapitzke, Umweltaktivist (1978)
- Yasemin Karakaşoğlu, Turkologin und Erziehungswissenschaftlerin (2021)
- Joseph Kastenbauer, Zahnarzt und Politiker (1997)
- Matthias Katsch, Aktivist (2021)
- Jonas Kaufmann, Opernsänger (2016)
- Manfred Kaufmann, Arzt (2011)
- Reinhard Kaufmann, Politiker (2008)
- Sylvia-Yvonne Kaufmann, Politikerin (2009)
- Werner Kaufmann, Mediziner (2003)
- Rainer Kaul, Politiker (2018)
- Bernd Kaut, Prälat (1997)
- Zülfiye Kaykin, Politikerin (2007)
- Karl Kehrle, Bienenzüchter (1975)
- Annelie Keil, Soziologin und Gesundheitswissenschaftlerin (2004)
- Sibel Kekilli, Schauspielerin (2017)
- Edith Kellnhauser, Pflegewissenschaftlerin (2017)
- Edwin Kelm, Vorsitzender der Landsmannschaft der Bessarabiendeutschen (1983)
- Tayfun Keltek, Vorsitzender der LAGA-NRW (2000)
- Dieter Kempf, Vorstandsvorsitzender der DATEV (2008)
- Sebastian Kempgen, Slawist und Hochschullehrer (2016)
- Arnold Kempkens, Komponist (1978)
- Declan Kennedy, irischer Architekt (2025)
- Armin Keppel, Präsident des Eisenbahn-Bundesamtes und des Bundeseisenbahnvermögens (2007)
- Wolfgang Kermer, Kunsthistoriker und Hochschullehrer (1984)
- Johannes B. Kerner, Moderator (2006)
- Andreas Kieling, Naturfilmer (2015)
- Karl Kießwetter, Mathematiker (2018)
- Akif Çağatay Kılıç, türkischer Politiker (2011)
- Werner Kimmig, Fernsehproduzent (2003)
- Ernst J. Kiphard, Sportpädagoge (1990)
- Rolf Kirchem, Admiralarzt
- Georg Kirner, Abenteuerreisender, Ethnologe und Autor (1993)
- Max Kirschner, Mundartdichter, Autor und Heimatforscher (1987)
- Jan İlhan Kızılhan, Psychologe und Autor (2024)
- Berend Klasink, Landwirt und Politiker (1953)
- Susanne Klatten, Unternehmerin (2005)
- Christoph Kleemann, Pastor (2011)
- Armin Klein, Politiker (CDU)
- Christine Klein, Politikerin (SPD) (2010)
- Fritz Klemm, Maler (1983)
- Axel-Björn Kleppien, Generalleutnant (1991)
- Christoph Kleßmann, Historiker (2010)
- Eckhard Klewin, Brigadegeneral
- Peter Kliegel, katholischer Pfarrer (2017)
- Kurt-Gerhard Klietmann, Ordenskundler (1986)
- Paul Kling, Politiker (CSU) (1995)
- Hans-Dieter Klingemann, Politikwissenschaftler und Soziologe (2025)
- Hermann Klingenberg, Politiker (SPD) (1968)
- Ursula Klinger, Trainerin im Turmspringen (2000)
- Eckart Klink, Brigadegeneral des Heeres
- Jürgen Klinsmann, Fußballtrainer (2006)
- Vitali Klitschko, Boxsportler (2010)
- Jürgen Klopp, Fußballtrainer (2024)
- Claudia Klüppelberg, Mathematikerin (2001)
- Ewout van der Knaap, Germanist und Literaturwissenschaftler (2024)
- Hubertus Knabe, Historiker (2009)
- Benno von Knobelsdorff-Brenkenhoff, Offizier und Historiker
- Ulrich Knöller, Bauingenieur und Heimatforscher (2015)
- Herbert Kober, Unternehmer (1993)
- Ludwig Köbler, Politiker
- Gertrud Koch, Widerstandskämpferin (2011)
- Werner Koch, Sachverständiger (1985)
- Sieger Köder, Priester und Künstler (1985)
- Eberhard von Koerber, Manager und Vizepräsident des Club of Rome
- Christel Köhle-Hezinger, Volkskundlerin (2022)
- Roland Köhler, Ju-Jutsu-Trainer (2025)
- Gerhard Kohnert, Möbelfabrikant und Politiker (1953)
- Diethard Könke, Bauingenieur und Universitätsprofessor
- Wolfgang Köhnlein, Strahlenbiologe (2009)
- Ilse Kokula, Lesbenforscherin (2007)
- Ferdinand Kolberg, Gießereiingenieur (2006)
- René Kollo, Sänger (1979)
- Norbert Königshofen, Politiker (CDU) (2009)
- Jörg Köpke, Generalmajor
- Hermut Kormann, Unternehmensleiter (2007)
- Joachim Korn, Rundfunk- und Fernseh-Pionier (1989)
- Hermann-Anders Korte, Soziologe (2024)
- Franz-Josef Kortüm, Manager (2008)
- Manfred Korytowski, Filmproduzent (1998)
- Albrecht von Kortzfleisch, deutscher Forstwissenschaftler (2003)
- Barrie Kosky, Oper- und Theaterregisseur (2024)
- Peter Koslowski, Philosoph (2001)
- Rachel Kostanian, Museumsleiterin (2021)
- Josef Köstler, Mundharmonikafabrikant (1952)
- Clemens Köttelwesch, Bibliothekar (1978)
- Werner Köttgen, Hörakustiker (2018)
- Sylvia Kotting-Uhl, Politikerin (Bündnis 90/Die Grünen) (2024)
- Alois Kottmann, Violinist und Musikpädagoge (2006)
- Paul Rudolf Kraemer, Honorarkonsul, Unternehmer, Mäzen
- Toni Krahl, Musiker (2024)
- Friedrich Kratzsch, Pädagoge, Heimatforscher und Autor (2024)
- Josef Kraus, Lehrer (2009)
- Heinz-Dieter Krausch, Geobotaniker (2006)
- Claudine Krause, Lehrerin (2015)
- Friedrich-Wilhelm Krause, Rechtswissenschaftler (1986)
- Raul Krauthausen, Unternehmer und Sozialarbeiter (2013)
- Henning Krautmacher, Musiker (2019)
- Helmut Krcmar, Wirtschaftsinformatiker (2021)
- Robert Kreis, Kabarettist, Pianist und Entertainer (2023)
- Klaus Kreppel, Historiker, Studiendirektor (2007)
- Lutz Kretschmann, Politiker und AIDS-Aktivist (2003)
- Hermann Kreutz, Kirchenmusiker (2015)
- Günter Krings, Politiker (CDU) (2024)
- Jürgen Kriz, Psychologe und Psychotherapeut (2020)
- Else Kröner, Unternehmerin und Stifterin (1973)
- Maren Kroymann, Schauspielerin und Entertainerin (2024)
- Horst Krüger, Schriftsteller (1990)
- Michael Krupp, Theologe und Judaist (2025)
- Joseph Anton Kruse, Literaturwissenschaftler (1994)
- Leonhard Kuckart, Politiker (2019)
- Bernhard Kuckelkorn, Bürgermeister (1973)
- Jörg Kudlich, sudetendeutscher Politiker und Jurist (1998)
- Günther Kuhn, Bürgermeister (2011)
- Heinz-Wolfgang Kuhn, Theologe (1998)
- Christoph Kühn, Monsignore, päpstlicher Diplomat (2006)
- Volker Kühn, Autor, Filmproduzent, Fernseh- und Theaterregisseur (2007)
- Antje-Katrin Kühnemann, Ärztin und Fernsehmoderatorin (1986)
- Reinhard Kuhnert, Pädagoge, Anglist und Politiker (1990)
- Kirsten Kuhnert, Vereinsgründerin (2012)
- Gerhard Kühnhardt, Mediziner (2008)
- Nia Künzer, Fußballspielerin (2017)
- Harald Küppers, Farbenkundler (1990)
- Mona Küppers, Sportfunktionär (2023)
- Rudolf Kurz, Bildhauer (2015)
- Rainer Kussmaul, Violinist und Dirigent (2010)

## L
- Christine Labonté-Roset, Sozialarbeitswissenschaftlerin (2011)
- Martin Lacher, Mediziner (2025)
- Klaus Laepple, Tourismusmanager (2007)
- Oliver Lahl, Geistlicher (2009)
- Sonja Lahnstein-Kandel, Gründerin der Jugendinitiative step21 (2004)
- Gerhard Lamprecht, Filmschaffender (1956)
- Imants Lancmanis, lettischer Kunsthistoriker und Restaurator (2002)
- Lang Lang, chinesischer Pianist (2012)
- Bernd Lange, Politiker (SPD) (2001)
- Christian Lange, Politiker (SPD) (2024)
- Alma Langenbach, Heimatforscherin (1964)
- Ruth Lapide, Religionswissenschaftlerin und Historikerin (2000)
- Oskar Lapp, Unternehmer (1981)
- James Last, Komponist, Dirigent, Bandleader (1978)
- Alexander Latotzky, Autor und Historiker (2020)
- Mathäus Lauck, Politiker (1978)
- Monika Lazar, Politikerin (Bündnis 90/Die Grünen) (2024)
- Vicky Leandros, Sängerin (2015)
- Norbert Leben, Land- und Forstwirt (2010)
- Walther H. Lechler, Psychiater und Psychotherapeut (1983)
- Heinrich Lehmann-Willenbrock, Marineoffizier (1974)
- Nicola Leibinger-Kammüller, Unternehmerin (2008)
- Jürg W. Leipziger, Unternehmer (2003)
- Vera Lengsfeld, Politikerin (2008)
- Dieter Lenzen, Präsident der Freien Universität Berlin
- Verena Lenzen, Theologin (2004)
- Kolja Lessing, Musiker, Komponist und Hochschullehrer (2020)
- Ernst Leuninger, Theologe
- Igor Levit, russisch-deutscher Pianist (2020)
- Hermann Lewen, Festspielintendant (2011)
- Aenne Ley, Politikerin
- Wolfgang Liebe, Apotheker und Mäzen (2012)
- Jan Josef Liefers, Schauspieler (2011)
- Karl Lieffen, Schauspieler
- Oliver Liersch, Politiker (FDP) (2025)
- Heiko Lietz, Theologe, Bürgerrechtler und Politiker (2025)
- Jürgen Linde, Jurist und Politiker (SPD) (1985)
- Udo Lindenberg, Rockmusiker (1989)
- Hans Peter Lindlar, Politiker (2018)
- Hans Lindner, Unternehmer (1993)
- Dorit Linke, Schriftstellerin (2023)
- Wilhelm Linker, Politiker
- Christoph Links, Verleger (2011)
- Patricia Lips, Politikerin (CDU) (2020)
- Otto Lischewski, Politiker (FDP) (1968)
- Peter Lockemann, Informatiker und Hochschullehrer (2005)
- Friedrich Löchner, Pädagoge, Dichter, Autor und Schachspieler (1976)
- Ludwig Löhlein, Unternehmer (1951)
- Johann Löhn, Ehrenkurator der Steinbeis-Stiftung (1996)
- Roland Lowinger, Sportfunktionär (2010)
- Joachim Löw, Bundestrainer der Fußballnationalmannschaft (2010)
- Siegfried Loose, Politiker (CDU) (1975)
- Egon Lorenz, Rechtswissenschaftler und Hochschullehrer (2007)
- Rainer Lotz, Jazz-Historiker (2025)
- Felicitas von Lovenberg, Verlegerin und Literaturkritikerin (2024)
- Wolf-Dieter Ludwig, Mediziner (2024)
- Otto Lührs, Physiker und Künstler (2012)
- Ute Luig, Ethnologin (2005)
- Andreas Luiken, Politiker (1983)
- Gebhard Luiz, Geistlicher (1989)
- Gisela Lück, Pädagogin (2012)
- Hans Lukas, Politiker (CSU) (1988)
- Hannibal von Lüttichau, Kaufmann (1980)
- Udo Lumma, Politiker (1992)
- Heinz Lund, Politiker (1975)
- Martin Luserke, Reformpädagoge und Schriftsteller (1954)
- Peter Lustig, Fernsehmoderator (2007)
- Carl Joseph Luther, Skipionier, Sportjournalist und Autor (1966)

## M
- Roland Mack, Unternehmer, Geschäftsführer des Europa-Parks (1999)
- Andreas Maercker, Psychologe (2017)
- Peter Maffay, Musiker (1996)
- Ute Mahler, Fotografin (2024)
- Werner Mahler, Fotograf (2024)
- Max Hermann Mahlmann, Maler (1995)
- Charlotte von Mahlsdorf, LGBT-Aktivistin und Museumsleiterin (1992)
- Georg Maier, Iberl-Bühne (2001)
- Armin Maiwald, Autor, Regisseur und Produzent (1995)
- Joana Mallwitz, Dirigentin (2023)
- Thomas Mann, Politiker (2002)
- Ahmad Mansour, deutsch-israelischer Autor (2022)
- Werner Marienfeld, Pfarrer (1983)
- Giwi Margwelaschwili, Übersetzer (2008)
- Caren Marks, Politikerin (SPD) (2024)
- Joachim Carlos Martini, Musikforscher und Dirigent (2002)
- Dieter Massin, Sportfunktionär (2009)
- Horst Aloysius Massing, Arzt, Journalist und Politiker (2004)
- Joachim Masuch, Sportfunktionär (2023)
- Bernd Mathieu, Journalist (2002)
- Leni Matthaei, Künstlerin (1963)
- Wolfgang Matthäus, Physiker und Ozeanograf (2024)
- Josef Matzke, österreichischer Theologe (1958)
- Manfred Maus, Unternehmer (1999)
- Siegfried Mauser, Pianist und Musikwissenschaftler (2010)
- Cornelius Petrus Mayer, Theologe und Hochschullehrer (1993)
- Martin Mayer, Politiker (CSU) (2002)
- Lina Mayer-Kulenkampff, Lehrerin (1956)
- Jürgen Mecheels, Chemiker
- Hartmut Mehdorn, Vorstandschef der Deutschen Bahn AG (1982)
- Margarete Mehdorn, Dolmetscherin und Übersetzerin (2012)
- Gerd Mehl, Autor, Dokumentarist, Journalist, Bergsteiger und Sportreporter (1947)
- Hans Mehl, Nürnberger Mundartautor und Musikant (1977)
- Jochen Mehner, Flottillenadmiral und Nachrichtendienstmitarbeiter
- Ulf Mehrens, Behindertensportler (2008)
- Paul Dieter Mehrle, Ministerialbeamter und Hafendirektor (1999)
- Eckhard Meise, Historiker (2012)
- Hartmut Melenk, Germanist (2008)
- Heiko Mell, Personalberater (2016)
- Harald Meller, Archäologe (2025)
- Arnulf Melzer, Biologe (2011)
- Walter Mende, Politiker, Oberbürgermeister von Leverkusen (1998)
- Meron Mendel, israelisch-deutscher Pädagoge (2024)
- Johannes Menskes, Komponist und Chorleiter (1987)
- Markus Merk, Schiedsrichter (2005)
- Bernd Merkel, Zahnmediziner (1996)
- Wolfgang Methling, Veterinärmediziner und Politiker (2025)
- Franz-Albrecht Metternich-Sandor, Adliger (2003)
- Guido Meudt, Manager (2006)
- Wolfgang Mewes, Betriebswirt, Autor, Kybernetiker (1988)
- Gerd Meyer, Friedensaktivist (2008)
- Hans-Werner Meyer, Schauspieler (2024)
- Krzysztof Meyer, Komponist und Hochschullehrer (2007)
- Theodor Wonja Michael, Schauspieler, Journalist und Nachrichtendienstbeamter (2017)
- Wolfgang Michel, Japanologe (2004)
- Andreas Michelmann, Politiker und Sportfunktionär (2020)
- Wolfgang W. Mickel, Politikwissenschaftler (1979)
- Wolfgang Mieder, Germanist und Parömiologe (2025)
- Bernd Mikulin, Präsident des Deutschen Anglerverbandes (2003)
- Horst Milde, Politiker (1973)
- Hans-Jürgen Misselwitz, Politiker (SPD) und Bürgerrechtler (2021)
- Ruth Misselwitz, Pfarrerin und Bürgerrechtlerin (2014)
- Ali Mitgutsch, Illustrator (2018)
- Billy Mo, Musiker (2002)
- Dieter Möhrmann, Politiker (SPD) (2024)
- Steffen Möller, Kabarettist (2005)
- Klaus Peter Möller, Politiker (CDU) (1989)
- Josef Molsberger, Ökonom (2024)
- Karl Heinz Mommertz, Ingenieur (2002)
- Petra Morawe, Bürgerrechtlerin (2021)
- Fritz Möstl, Politiker (SPD) (2024)
- Claudine Moulin, luxemburgische Sprachwissenschaftlerin (2025)
- Nicolas Moussiopoulos, griechischer Maschinenbauingenieur (2002)
- Ernst-Detlef Mücke, Lehrer und Mitbegründer der Arbeitsgemeinschaft Schwule Lehrer bei der GEW (2005)
- Thomas Muggenthaler, Journalist (2024)
- Dieter Müllenborn, Elektroingenieur und Unternehmer (2009)
- Gerd Müller, Fußballspieler (1977)
- Hans Christof Müller-Busch, Palliativmediziner (2012)
- Heiner Müller-Krumbhaar, Physiker (2002)
- Rolf Müller, Politiker (CDU) (1990)
- Dirk Müller-Remus, Unternehmer (2021)
- Frank Müller-Römer, Technischer Direktor des Bayerischen Rundfunks (1992)
- Sven-David Müller, Diätassistent, Diabetesberater, Autor und Moderator (2005)
- Marius Müller-Westernhagen, Musiker und Schauspieler (2001)
- Christa-Mette Mumm von Schwarzenstein, Politikerin (CDU)
- Dietmar Muscheid, Gewerkschaftsfunktionär (2024)
- Frid Muth, Verleger, Autor und Politiker (FDP) (1978)
- Ernst Mutschler, Pharmakologe (1990)
- Wencke Myhre, norwegische Schlagersängerin (2021)
- Gunter Mlynski, Arzt (2025)

## N
- Kiran Nagarkar, indischer Schriftsteller (2012)
- Elly-Viola Nahmmacher, Bildhauerin (1994)
- Stanislaw Nawka, Mediziner (2010)
- Karl-Peter Naumann, Ehrenvorsitzender Fahrgastverband PRO BAHN (2022)
- Carmen Nebel, Moderatorin (2009)
- Rudolf Nebel, Raketenkonstrukteur (1965)
- Gerhart Nebinger, Archivar und Genealoge (1997)
- Victor Neels, belgischer Militär (1975)
- Evelyne Marie France Neff, Politikerin (SPD) (2003)
- Ernst Neger, Sänger (1975)
- Rüdiger Nehberg, Menschenrechtsaktivist und Extremsportler (2002)
- Silvia Neid, Fußballtrainerin (2008)
- Georg Nemetschek, Bauingenieur, Hochschullehrer und Bausoftwareunternehmer (2001)
- Winfried Nerdinger, Architekturhistoriker (2017)
- Britta Nestler, Informatikerin und Materialforscherin (2019)
- Helmut Neuhaus, Historiker (2020)
- Paul Neumann, Übersetzer (2017)
- Heinz Neumüller, Unternehmer und Manager (1979)
- Götz Neuneck, Physiker und Friedensforscher (2022)
- Hans Neunhoeffer, Chemiker, Hochschullehrer und Politiker (2007)
- Hedwig Neven DuMont, Verlegergattin (1998)
- Mai Thi Nguyen-Kim, Chemikerin (2020)
- Paul Niedermann, Überlebender des Holocaust (2007)
- Wolfgang Niersbach, Sportfunktionär (2011)
- Tomasz Niewodniczański, polnisch-deutscher Unternehmer (1993)
- Vigdis Nipperdey, Vorsitzende des Hochschulrats der TU München (2000)
- Kaweh Niroomand, iranisch-deutscher Sportfunktionär (2024)
- Gottfried Nisslmüller, Politiker (SPD) (2014)
- Ingrid Noll, Schriftstellerin (2024)
- Paul Nößler, Bergmann, Vertriebenenvertreter und Politiker (1990)
- Josef A. Nossek, deutsch-österreichischer Hochschullehrer, Vorsitzender des VDE (2008)
- Dirk Nowitzki, Basketballspieler (2019)
- Heinrich Nuhn, Zeithistoriker und Pädagoge (2003)

## O
- Hideo Ochi, japanischer Karateka und Karate-Trainer (1997)
- Dan mon O’Dey, Mediziner (2025)
- Fuat Oduncu, Onkologe (2021)
- Hellmut Oelert, Herzchirurg (2003)
- Rolf Olderog, Politiker (1978)
- Jan Oltmanns, Seemannsdiakon (2012)
- Karl Heinrich Oppenländer, Ökonom (1977)
- Friedrich Ostendorff, Politiker (Bündnis 90/Die Grünen) (2024)
- Karl-Heinz Ostholthoff, Volkswirt (1987)
- Gudrun Osterburg, Politikerin (2007)
- Josef Otte, Bergmann und Politiker (1991)
- Frank Otto, Medienunternehmer (2013)
- Hans-Joachim Otto, Politiker (2010)
- Franz Overkott, Volksschullehrer und Heimatforscher
- Hasan Özen (1994)

## P
- Siegfried Pabst, Unternehmer (2012)
- Albert Panten, Heimatforscher (2009)
- Burkhard Pape, Fußballtrainer (1995)
- Georg Papst, Unternehmer (2011)
- Ulrich Parzany, Theologe und Seelsorger (1998)
- Martin Patzelt, Politiker (CDU) (2024)
- Konrad Pätzold, Bauingenieur (2009)
- Marianne Paus, Politikerin (CDU)
- Gudrun Pausewang, Schriftstellerin (1999)
- Klaus Pavel, Politiker (CDU) (2020)
- Sibilla Pavenstedt, Modedesignerin, Künstlerin und Unternehmerin (2022)
- Sieghard Pawlik, Politiker (SPD) (1990)
- Werner Pees, Kirchenmusiker (2024)
- Egon Peffekoven, Karnevalist (2003)
- Walter Peitgen, Politiker (1986)
- Rudolf Perner, Glockengießer (1952)
- Nossrat Peseschkian, Psychotherapeut (2005)
- Kurt Peters, Tänzer und Publizist (1987)
- Anders Petersen, Grafiker und Objektkünstler (2024)
- Antje Peters-Hirt, Germanistin (2009)
- Anton Peter Petri, Historiker, Volkskundler und Pädagoge
- Christa Petroff-Bohne, Formgestalterin (2024)
- Heinz Pfeiffer, Kunstradfahrer (1962)
- Rudolf Arthur Pfeiffer, Humangenetiker (2001)
- Marga Philip, Sozialpolitikerin und Frauenrechtlerin (1971)
- Klaus Pierwoß, Theaterintendant (2007)
- Rudi Piffl, Tischtennisspieler (1984)
- Gudrun Piper, Malerin (1995)
- Marianne Pitzen, Künstlerin und Museumsleiterin (1998)
- Sophus Pohl-Laukamp, Jurist und Politiker (1985)
- Harald Pohlmann, Politiker (CDU) (2024)
- Horst Georg Pöhlmann, Theologe (2004)
- Horst Poller, Verleger, Publizist und Politiker (1980)
- Gerhard Polt, Kabarettist (2024)
- Curt Pomp, Bildhauer und Denkmalschützer (1988)
- Heinrich Pompeÿ, Theologe, Sozialethiker und Caritaswissenschaftler (2006)
- Friedrich Pongratz, Soziologe und Psychologe (2008)
- Erich Ponto, Schauspieler (1954)
- Karlheinz Poredda, Politiker (1988)
- Karsten Porezag, Historiker (2020)
- Susanne Porsche, Unternehmerin (2008)
- Heinrich Poos, Komponist und Musikschriftsteller (1987)
- Susanne Popp, Musikwissenschaftlerin (2007)
- Karin Powser, Fotografin (2022)
- Annedore Prengel, Erziehungswissenschaftlerin (2025)
- Arnold Preuß, Schauspieler, Regisseur und Theaterleiter (2016)
- Otfried Preußler, Autor (1973)
- Helmuth Prieß, Soldat (1996)
- Wolfgang Priewe, Schriftsteller (2009)
- Hubertus Primus, Journalist und Manager (2024)
- Beki Probst, Kinobetreiberin (2024)
- Kurt Prokscha, Dirigent (1982)
- Ulrike Protzer, Virologin (2025)
- Luise F. Pusch, Sprachwissenschaftlerin (2025)
- Stephan Pusch, Landrat (2020)
- Jean Pütz, Wissenschaftsjournalist und Fernsehmoderator (2020)
- Gerd Pützer, Politiker (CDU) (1996)

## Q
- Georg Quedens, Fotograf und Publizist (2009)
- Paul Quirin, Verbandsfunktionär und Politiker (2006)
- Eva Quistorp, Theologin, Politikwissenschaftlerin und Politikerin (Bündnis 90/Die Grünen) (2017)
- Hans Wilhelm Quitzow, naturwissenschaftliche Tätigkeit (1996)

## R
- Andreas Radbruch, Immunologe (2008)
- Winfried Radeke, Musiker (2008)
- Bernd Radig, Physiker (1992)
- Dinah Radtke, Übersetzerin (2000)
- Rahim Rahmanzadeh, Mediziner (1988)
- Brunhilde Raiser, Theologin (2008)
- Norbert Randow, Übersetzer (2008)
- Thomas Ranft, Grafiker (2024)
- Janusz Rat, Zahnarzt und Standespolitiker (2012)
- Werner Rauh, Botaniker (1999)
- Hermann Rauhe, Musikwissenschaftler (2006)
- Wolfgang Rauls, Politiker (2016)
- Walter Raum, Bildender Künstler (1996)
- Karla Raveh, Überlebende des Holocaust und Autorin (2003)
- Dorothea Gräfin Razumovsky, Publizistin (1996)
- Klaus Reder, Historiker und Volkskundler (2023)
- Axel Redmer, Jurist, Politiker (SPD) und Autor (2014)
- Gerhard Rehm, Kirchenmusiker und Orgelsachverständiger (1986)
- Robert Rehm, Politiker (SPD)
- Günther Reichelt, Biologe (1980)
- Eberhard Reichert, Jurist und Politiker (1999)
- Georg Reichert, Mundartdichter (1983)
- Oskar Reichmann, Germanist (1999)
- Jan Reichow, Musiker, Musikwissenschaftler und Redakteur (1996)
- Fritz Reimer Psychiater (1996)
- Otto Reitzenstein, Jurist (1974)
- Lotte Reimers, Keramikerin (1999)
- Klaus Reiners, Kantor und Kirchenmusiker, (1986)
- Eugen Reinhard, Heimatforscher und Prähistoriker (1981)
- Adolf Reinhardt, Fußballschiedsrichter und -funktionär
- Armin Reller, Chemiker (2019)
- Erika S. Rempening, mexikanische Konsulin (2012)
- Silke Renk, Leichtathletin (2024)
- Walter Renneisen, Schauspieler (2014)
- Peter van Rensen, Brigadegeneral
- Friedrich Erwin Rentschler, Unternehmer (1998)
- Ulrich Renz, Historiker, Redakteur und Publizist (2015)
- Katharina Reuter, Nachhaltigkeitsexpertin (2023)
- Silke Reyer, Politikerin (SPD) (1999)
- Mahdi Rezai, Mediziner (2015)
- Tilman Rhode-Jüchtern, Geographiedidaktiker (2025)
- Hans-Günter Richardi, Autor und Journalist (2022)
- Stephan Richter, Journalist (2000)
- Wolfgang Rieck, Politiker (CDU) (2022)
- Ernst-Otto Riecken, Mediziner (2003)
- Wolfgang Riedel, Geograph (1994)
- Hermann Rieder, Sportwissenschaftler
- Ulrike Rieder, Voltigierfunktionärin (2008)
- Adolf Riedl, Unternehmer (1986)
- Anke Riefers, Politikerin (SPD) (1993)
- Eva Rieger, Musikwissenschaftlerin (2024)
- Wilhelm Riehmer, Brigadegeneral (1992)
- Katja Riemann, Schauspielerin (2010)
- Friedrich-Christian Rieß, Mediziner (2018)
- Andreas Rippert, Leiter des Kampfmittelräumdienstes Bremens (2008)
- Winfried Rippert, Politiker (CDU) (1989)
- Franz-Georg Rips, Politiker (SPD) (2022)
- Iris Ripsam, Politikerin (CDU) (2024)
- Günter Riße, Theologe (2014)
- Ilse Ritter, Schauspielerin (2025)
- Karin Ritthaler-Praefcke, Polonistin (2023)
- Bruno Rixen, Ingenieur und Unternehmer (2012)
- Horst Robbers, Admiralarzt
- Karl Röckinger, Landrat (2010)
- Helmut Rödl, Unternehmer und Hochschullehrer (2010)
- Kurt Roeske, Altphilologe (1997)
- Hans Röhrs, Bergingenieur und Bergbauhistoriker (2010)
- Katrin Rohde, Entwicklungshelferin in Burkina Faso und Autorin (2001)
- Ulrich L. Rohde, Ingenieur, Unternehmer und Hochschullehrer (2021)
- Christa Rohde-Dachser, Psychoanalytikerin (2019)
- Günter Rohrmoser, Sozialphilosoph (1998)
- Sophie Rois, österreichische Schauspielerin (2025)
- Dieter Rombach, Informatiker (2009)
- Walter Romberg, Maler (1967)
- Udo Rönnecke, Politiker (2009)
- Richard Roosen, Maschinenbauingenieur (1966)
- Gerd Röpke, Physiker (1999)
- Thomas Röpke, Mediziner (2011)
- Maria Roppertz, Autorin (1997)
- Anton Rosen, Lehrer und Heimatforscher (1968)
- Harry Rosin, Mediziner (2002)
- Walter Rosenwald, Ministerialbeamter, Militärhistoriker und Ordenskundler (1975)
- Roland Rösler, Politiker (CDU) (1990)
- Hans Rößler, Lehrer (2015)
- Alf Rößner, Museumsdirektor (2024)
- Kurt Rossa, Oberstadtdirektor von Köln
- Inge Rossbach, Schauspielerin (2010)
- Bernd Roßmann, Sportfunktionär (2020)
- Dirk Roßmann, Unternehmensgründer (1998)
- Gunda Röstel, Managerin und ehemalige Sprecherin des Bundesvorstandes von Bündnis 90/Die Grünen (2024)
- Diethardt Roth, Bischof der Selbständigen Evangelisch-Lutherischen Kirche (2013)
- Hans-Josef Roth, Organist, Chorleiter und Kirchenmusikdirektor in Aachen (1986)
- Michael A. Roth, Unternehmer und Fußballfunktionär (2002)
- Camilla Rothe, Ärztin (2022)
- Michal Rovner, israelische Fotografin und Videokünstlerin (2021)
- Klaus Rudek, Schulleiter und Journalist (1992)
- Dieter Rümmeli, Kaufmann und Segelsportfunktionär (2006)
- Heinrich Rumphorst, Musikwissenschaftler (2023)
- Godehard Ruppert, Präsident der Otto-Friedrich-Universität Bamberg (2010)
- Florian Russi, Schriftsteller (2021)
- Bernhard Rüth, Archivar (2025)
- Petro Rychlo, ukrainischer Germanist, Literaturwissenschaftler und Essayist (2012)

## S
- Peter Säckl, Politiker (1990)
- Markus Sackmann, Politiker (CSU) (2014)
- Günter Särchen, Sozialpädagoge, Publizist, Wegbereiter der deutsch-polnischen Aussöhnung (1993)
- Said, deutsch-iranischer Schriftsteller und Lyriker (2014)
- Hermann Saitz, Stadt- und Verkehrsplaner (2010)
- Melitta Sallai, Stifterin (2025)
- Michael Prinz zu Salm-Salm, Unternehmer (2004)
- Hans Hinrich Sambraus, Verhaltensforscher (2008)
- Armin Sandig, Maler und Grafiker, Präsident der Freien Akademie der Künste in Hamburg (2002)
- Salvatore A. Sanna, italienischer Lyriker (1996)
- Peter Schäcker, Journalist (1981)
- Christine Schäfer, Sopranistin (2008)
- Karl-Heinz Schäfer, Bauingenieur und Bauunternehmer (1988)
- Jürgen Schäfer, Mediziner (2024)
- Peter Schäfer, Widerstandskämpfer (2011)
- Alfred Schaible, Gewerkschafter und Kommunalpolitiker (1989)
- Wilhelm Schänzer, Biochemiker, Sportwissenschaftler und Hochschullehrer (2018)
- Karljosef Schattner, Architekt (1997)
- Hans-Jürgen Schatz, Schauspieler (2007)
- Ortrud Schaale, Lehrerin (1973)
- Frank Schäffler, Politiker (FDP) (2024)
- Lothar Schall, Maler (1994)
- Heinz Ritter-Schaumburg, Privatgelehrter und Autor (1986)
- Bosiljka Schedlich, Menschenrechtsaktivistin (2000)
- Siegbert Schefke, Journalist und Bürgerrechtler (2005)
- Carmen Scheibenbogen, Hämatoonkologin und Immunologin (2022)
- Hermann Scheipers, Priester (2002)
- Hansjörg Schellenberger, Musiker (2018)
- Peter Schelzig, General der Bundeswehr
- Heinz Schemken, Politiker (CDU) (2010)
- Donata Freifrau Schenck zu Schweinsberg, DRK-Funktionärin (2016)
- Marion Schick, Betriebswirtin, Vorstand der Fraunhofer-Gesellschaft (2008)
- Elke Schilling, Sozialunternehmerin und Politikerin (2025)
- Margarete Schilling, Autorin zu Glocken und Carillons (2023)
- Axel Schimpf, Admiral
- Volker Schimpff, Politiker (2008)
- Carl Schirren, Arzt (1973)
- Bernd Schirrmacher, Nachrichtentechniker und Hochschullehrer (2001)
- Rudolf Schlegelmilch, Physiker und Paläontologe (2006)
- Cornelia Schleime, Malerin (2025)
- Manfred Schlenker, Kirchenmusiker und Komponist (2017)
- Walter Franz Schleser, Diplomat (1990)
- Udo Schlitzberger, Landrat (1990)
- Friedrich-Wilhelm Schlomann, Journalist (1992)
- Elmar Schloter, Organist und Dirigent
- Hein Schlüter, Autor und Herausgeber (1982)
- Helmut Schmezko, Politiker (SPD) (1984)
- Detlef Schmid, Informatiker (2009)
- Georg Schmid, Politiker (CSU) (2012)
- Hans Schmid, Psychotherapeut (1983)
- Lothar Schmid, Verleger, Schachspieler (1993)
- Harald Schmid, Sportler (1989)
- Werner Schmid, Unternehmer (1971)
- Alfons Schmidt, Pädagoge, Restaurator und Präparator (1982)
- Alfred Schmidt, Philosoph (1998)
- Annerose Schmidt, Pianistin (2003)
- Benno Wolfgang Schmidt, bekannt als Brocken-Benno, Rekordwanderer (2020)
- Günther J. Schmidt, Unternehmer, Inhaber des Togal-Werks (2006)
- Kai Schmidt, Lehrkraft und Webvideoproduzent (2024)
- Paul-Rüdiger Schmidt, Pastor
- Stefan Schmidt, Kapitän (2022)
- Angelika Schmidt-Koddenberg, Soziologin (2009)
- Wolfdietrich Schmied-Kowarzik, Philosoph und Initiator der Franz-Rosenzweig-Gastprofessur (1999)
- Gerhard Schmidt-Gaden, Dirigent und Gründer des Tölzer Knabenchores (1983)
- Ruth Schmidt-Niemack, Politikerin (1996)
- Ursula Schmidt-Tintemann, Medizinerin (1986)
- Stevie Schmiedel, deutsch-britische Genderforscherin (2025)
- Heinz Schmitz, Architekt
- Richard Schmitz, Hotelier (1998)
- Heinz-Hermann Schnabel, Politiker (2018)
- Hermann Schnaufer, Manager (1951)
- Walter Schneeloch, Sportfunktionär (2011)
- Adolf T. Schneider, US-amerikanisch-deutsch Unternehmer, Offizier und Heimatforscher (2020)
- Dieter Schneider, Unternehmer und Sportfunktionär (2010)
- Eleonore Schneider, Politikerin (CDU) (1968)
- Frank Schneider, Mediziner (2022)
- Gerhard Schneider, Werkstoffwissenschaftler (2024)
- Petra Schneider, Schwimmerin (2024)
- Uwe Schneidewind, Wirtschaftswissenschaftler (2020)
- Sybille Schnehage, Entwicklungshelferin in Afghanistan (1996)
- Rolf Schnellecke, Unternehmer und Politiker (CDU) (2023)
- Jutta Schnitzer-Ungefug, Neurobiologin (2022)
- Friedrich Wilhelm Schnitzler, Unternehmer, Manager und Politiker (CDU) (1984)
- Ottmar Schoch, Psychologe (1997)
- Karl Schock, Unternehmer (1999)
- Heinrich Schoeneich, Chirurg und humanitärer Aktivist (2006)
- Walter Schöler, Politiker (SPD) (1990)
- Jürgen Schölmerich, Mediziner (2009)
- Gerhard Schöne, Liedermacher (2024)
- Barbara Schöneberger, Fernsehmoderatorin, Schauspielerin und Sängerin (2015)
- Heiner Schönecke, Politiker (CDU) (2024)
- Berndt-Ulrich Scholz, Unternehmer und Fußballfunktionär (2004)
- Walter Scholz, Musiker
- Reiner Schomburg, Politiker (CDU) (2006)
- Hermann Schoppe, Politiker (CDU) (1989)
- Gert Schramm, Zeitzeuge (2014)
- Hannah Schreckenbach, Architektin und Bauingenieurin (1981)
- Georg Schreiber, Mediziner und Medizinjournalist
- Günter Schrempp, Politiker (1986)
- Gustav Schröder, Kapitän (1957)
- Ulrike Schröder, Politikerin (CDU) (2008)
- Volker Schröder, Politiker (Bündnis 90/Die Grünen) (1999)
- Helmut Schröer, Oberbürgermeister von Trier (2008)
- Hermann Schröter, Archivar (1983)
- Helga Schubert, Schriftstellerin (2024)
- Bettina Schuler, Autorin (2025)
- Hans Gerhard Schulz, Leichtathlet und Sportfunktionär (2013)
- Josef Schürgers, Politiker (CDU), Bürgermeister von Viersen (1974)
- Tina Schüßler, Sängerin, Schauspielerin, K-1 Weltmeisterin, Moderatorin, Ringsprecherin (1974)
- Hans Schuierer, Politiker (SPD) (2005)
- Coco Schumann, Musiker (1989)
- Ekkehard Schumann, Jurist (1984)
- Fritz Schumann, Önologe (2007)
- Gustav Schumm, Sportfunktionär (1953)
- Georg Schwalm, Jurist und Hochschullehrer (1978)
- Wolfgang Schwarz, Widerstandskämpfer (2011)
- Jörg Schweinsteiger, Brigadegeneral (1998)
- Michael Schweitzer, österreichischer Jurist (2010)
- Cecilia Scorza, Astrophysikerin und Autorin (2024)
- Hansjörg Seeh, Kommunalpolitiker (SPD) (2002)
- Wolfgang Seeliger, Dirigent und Chorleiter (2019)
- Peter Sefrin, Arzt (1986)
- Franz-Josef Sehr, Kaufmann und Feuerwehrfunktionär (2015)
- Hedi Sehr, Notfallseelsorgerin und Feuerwehrfrau (2020)
- Alfred Seidel, Maler und Grafiker (1981)
- Franz W. Seidler, Historiker (1978)
- Dieter Seifert, Ingenieur (2001)
- Lutz Seiler, Schriftsteller (2024)
- Charlotte Seither, Komponistin (2020)
- Hans-Konrad Selbmann, Medizin-Informatiker (2005)
- Stephan Reimund Senge, Ordenspriester und Entwicklungshelfer (2022)
- Alfred Seppelt, Schachfunktionär (1990)
- Christoph-Henrich v. Sethe, Arzt und Ritter des ev. Johanniterordens (2016)
- Marie-Luise v. Sethe, Ärztin (2016)
- Helmut Sethe, Journalist (1980)
- Manfred Sexauer, Moderator (2000)
- Mitsuko Shirai, Sängerin und Hochschullehrerin (2009)
- Renate Sick-Glaser, Unternehmerin (2022)
- Michael Siebenbrodt, Architekt, Architekturhistoriker und Museumsleiter (2020)
- Hartmut Siebertz, Generalstabsarzt
- Dieter Sieger, Architekt und Designer (2018)
- Wolfgang Sielaff, Kriminalist (2025)
- Christina Simon, Grafikerin (2025)
- Anil Singhal, Mediziner (1989)
- Johannes Singhammer, Politiker (2010)
- Michael Sladek, Arzt (2004)
- Heike Solga, Soziologin (2023)
- Walter Sollbach, Fischereiverbandsfunktionär (2006)
- Jos Som, Bürgermeister von Kerkrade (2007)
- Hans-Peter Sommer, Politiker (2008)
- Egon Sommerfeld, Politiker (2013)
- Willy Sommerfeld, Stummfilm-Pianist und Komponist (2006)
- Burkhardt Werner Sonnenstuhl, Mitinitiator der Bio-Brotbox (2006)
- Karl-Heinz Soukal, deutscher Brigadegeneral
- Leopold Spaeth, Politiker (CDU) (1978)
- Claus Spahn, Autor und Fernsehredakteur (2001)
- Walter Spahrbier, Postbeamter und Fernsehstatist (1980)
- Franz-Josef Spalthoff, Manager (1979)
- Peter Spary, Lobbyist (1983)
- Dieter Spath, Arbeitswissenschaftler (2008)
- Friedrich Specht, Psychiater (1985)
- Albert Speer jr., Architekt und Stadtplaner (2006)
- Franziska Sperr, Journalistin und Autorin (2020)
- Michael Speth, Ruderer und Gärtner (2013)
- Friedemann Spicker, Literaturwissenschaftler (2023)
- Marga Spiegel, Holocaust-Überlebende (2010)
- Peter Spranger, Pädagoge und Historiker (1990)
- Gerd Springe, Manager (2007)
- Anne-José Springorum, Richterin (2024)
- Hans-Werner Springorum, Orthopäde und Chirurg (2018)
- Volker Staab, Architekt (2008)
- Johanna Stachel, Physikerin (1999)
- Walter Staffa, Funktionär, Heimatvertriebener (1984)
- Eduard Stanglmeier, Fleisch- und Wurstwarenfabrikant (1958)
- Karl Starzacher, Politiker (1989)
- Witold Stankowski, polnischer Historiker und Hochschullehrer (2018)
- Herbert Steffen, Unternehmer (1994)
- Marie-Elisabeth Steffen, Politikerin, Weinkönigin (1989)
- Wolfgang Steffen, Komponist (1981)
- Dirk Steffens, Journalist und Fernsehmoderator (2023)
- Wolfgang Steguweit, Numismatiker (2024)
- Dietrich Stein, Bauingenieur und Hochschullehrer (1998)
- August Albert Steinborn, Architekt (1994)
- Klaus Steinbrück, Orthopäde und Sportmediziner (2005)
- Andreas Steinhöfel, Schriftsteller und Übersetzer (2023)
- Regina Steinitz, Überlebende des Holocaust (2021)
- Reinhard Steinlein, Theologe und Seelsorger, Superintendent (2002)
- Fritz Steinmetz, Leichtathlet, Sportfunktionär und Sporthistoriker (2004)
- Paul Stelkens, Richter (2025)
- Werner Stengel, Achterbahn-Konstrukteur (2009)
- Raimund Walter Sterl, Musiker, Musikhistoriker und Archivar (2008)
- Jochen Stern, Autor (2009)
- Rüdiger Sterzenbach, Hochschullehrer, Sportfunktionär, Unternehmer und Politiker (CDU) (2004)
- Martin Stevens, Politiker (SPD) (1996)
- Michael Stich, Tennisspieler (2008)
- Leopold Stiefel, Unternehmer (2008)
- Meinolf Stieren, Politiker (CDU) (1988)
- Hans Stimmann, Architekt und Stadtplaner (2009),
- Manfred Stock, Gartenbauer und Umweltschützer (1986)
- Rupert Stöckl, Maler (1992)
- Frieder Stöckle, Autor (2015)
- Barbara Stollberg-Rilinger, Historikerin (2007)
- Reinhard Stollreiter, Chorleiter (1993)
- Barbara Stolterfoht, Politikerin (2005)
- Gabriele Stötzer, Schriftstellerin und Künstlerin (2013)
- Hermann Strangemann, Kaufmann (1977)
- Wolfgang Stratenwerth, Wirtschafts- und Berufspädagoge (1988)
- Max Straubinger, Politiker (2009)
- Reinhard Strecker, politischer Aktivist (2015)
- Ilse Strempel, Augenärztin (2023)
- Hans-Joachim Stricker, Vizeadmiral (2010)
- Werner Strik, Internist (2001)
- Christine Strobl, Politikerin (SPD) (2025)
- Theodor Strobl, Bauingenieur (2021)
- Ulrich Strombach, Sportfunktionär (2009)
- Edith Strumpf, Politikerin (FDP) (1992)
- Alexander Šumski, rumänisch-deutscher Musikwissenschaftler, Pianist, Dirigent, Komponist (2005)
- Rashid Sunyaev, Physiker (2010)
- Frank Sürmann, Politiker (2022)
- Arno Surminski, Schriftsteller und Journalist (2016)
- Bernhard Suttner, Politiker (ÖDP) (2012)
- Wolfgang Suwelack, Unternehmer (2009)
- Luis Szarán, paraguayischer Komponist (2024)
- Eva Szepesi, Holocaust-Überlebende und Zeitzeugin (2017)

## T
- Kerstin Tack, Politikerin (SPD) (2024)
- Werner Tammen, Galerist (2024)
- Marie Tångeberg, Pädagogin und Autorin (1999)
- Eilert Tantzen, Forstmann, Heimatforscher und Lokalpolitiker (1987)
- Veye Tatah, Informatikerin und Journalistin (2010)
- Monika Taubitz, Schriftstellerin (2014)
- Teruaki Tayama, japanischer Jurist (1995)
- Werner Teich, Entwickler der Drehstromtechnik bei Lokomotiven
- Düzen Tekkal, Journalistin und Politikwissenschaftlerin (2021)
- Tuğba Tekkal, Fußballspielerin und Sozialunternehmerin (2024)
- Frauke Tengler, Politikerin (CDU) (2024)
- Michael ten Hompel, Ingenieur und Hochschullehrer für Logistik (2023)
- Harald Terpe, Arzt und Politiker (2019)
- Paulus Terwitte, Kapuziner (2021)
- Hans-Joachim Tessner, Unternehmer (2025)
- Werner Textor, Polizist (1998)
- Wolfgang Thamm, Feuerwerker (1993)
- Fritz Theilen, Widerstandskämpfer (2011)
- Marlehn Thieme, Juristin (2024)
- Friedrich von Thien, Boxtrainer (2003)
- Heinrich Thies, Autor und Sprachpolitiker (2014)
- Jakob Tholund, Lehrer und Schriftsteller (1991)
- Sylvia Thun, Medizinerin und Mediziningenieurin (2022)
- Theodor Thürmer, Forstmann (1962)
- Arnold Tölg, Politiker (1982)
- Hans-Joachim Tonnellier, Bankmanager (2007)
- Peter Torkler, Politiker (SPD) (2006)
- Klaus Toyka, Neurologe und Musikmäzen (2010)
- Robert Traba, polnischer Historiker (2024)
- Gerhard Trabert, Arzt und Buchautor (2004)
- Walter Trapp, Pädagoge und Verbandsfunktionär
- Wolfgang Trapp, Ingenieur (1983)
- Christel Trautmann, Politikerin (SPD) (1989)
- Dieter Trautwein, Theologe (1989)
- Evelinde Trenkner, Pianistin und Klavierpädagogin (2013)
- Thilo von Trotha, Jurist und Redenschreiber (2009)
- Lutz Trümper, Politiker (SPD) (2023)
- Klaus Trumpf, Kontrabassist (2024)
- Galsan Tschinag, Stammesoberhaupt der Tuwiner, deutschsprachiger Schriftsteller (2002)
- Luc Turmes, Mediziner, Psychiater, Psychotherapeut (2024)

## U
- Bernhard Uhde, Theologe (2008)
- Gerhard Uhde, Schriftsteller und Theaterleiter (1977)
- Beate Uhse, Flugpilotin und Versandhändlerin (1989)
- Bernd Gerhard Ulbrich, Historiker (2024)
- Micha Ullman, israelischer Künstler (2025)
- Roland Ulmer, Verleger (2000)
- Krisztián Ungváry, ungarischer Historiker (2022)
- Paul Ulrich Unschuld, Arzt (2007)
- Katja Urbatsch, Gründerin von Arbeiterkind.de und Autorin (2018)
- Peter Ustinov, Schauspieler (1984)

## V
- Donata Valentien, Landschaftsarchitektin (2014)
- Eduardo Vargas Herrera, chilenischer Architekt (1975)
- Dieter Vaupel, Pädagoge und Politologe (2024)
- Herman van Veen, niederländischer Musiker, Schriftsteller und Schauspieler (1999)
- Karl-Heinz Vehring, Verwaltungsjurist (2008)
- Burkhart Veigel, Fluchthelfer (2012)
- Dunja Vejzovic, Sängerin (2010)
- Julius Viel, Journalist (1983)
- Joe Viera, Saxophonist und Jazzpädagoge (1999)
- Jürgen Vocke, Jurist, Jagdfunktionär und Politiker (2011)
- Albert Vogel, Behindertenpädagoge (2007)
- Harald Vogel, Organist und Orgelforscher (2024)
- Kristina Vogel, Bahnradsportlerin und Olympiasiegerin (2024)
- Alfred Vogelsänger, Fotograf (1995)
- Markus Voigt, Unternehmer (2010)
- Jacques Voigtländer, Politiker (SPD) (2024)
- Lothar Voigtländer, Komponist (2015)
- Georg Volk, Arzt, Homöopath und Schriftsteller (1981)
- Fritz Vollbracht, Politiker (1972)
- Eggert Voscherau, Industriemanager (2008)
- Norbert Voß, Schriftsteller und Kulturbeamter (1979)
- Jens-Peter Voss, Diplomat (2013)
- Christa Vossschulte, Politikerin (CDU) (2003)

## W
- Irmtraut Wäger, Vorsitzende des Vereins Deutsche Tibethilfe (1986)
- Bernd Wagner, Kriminalist und Extremismusforscher (2014)
- Christean Wagner, Politiker (CDU) (1991)
- Eberhard Wagner, Mundartforscher (2008)
- Gert G. Wagner, Wirtschafts- und Sozialwissenschaftler (2008)
- Hermann-Josef Wagner, Energieforscher und Hochschullehrer (2010)
- Jutta Wagner, Familienrechtlerin und Notarin (2013)
- Karl Wagner, Turnfunktionär (1995)
- Rainer Wagner, Theologe (2004)
- Wilhelm Wagner, Agraringenieur und Politiker (2007)
- Erika Wahlbrink, Friseurin und Standesfunktionärin (2018)
- Otto Wahl, Alttestamentler (1994)
- Frauke Walhorn, Politikerin (SPD) (2000)
- Hans Wall, Unternehmer und Mäzen (2000)
- Thomas Walther, Anwalt und Richter (2019)
- Sasha Waltz, Choreografin, Tänzerin und Opernregisseurin (2011)
- Loretta Walz, Filmemacherin (2006)
- Kristin Wardetzky, Theaterpädagogin, Autorin und Herausgeberin (2015)
- Sigrid Warnicke, Politikerin (SPD) (1998)
- Gerhard Wattenberg, Landrat (1987)
- Hans-Wolfgang Weber, Fußballtrainer (1981)
- Helmut Weber, Arzt (1991)
- Manfried Weber, Politiker (SPD) (2008)
- Michael Weber, Politiker (SPD) (1982)
- Wolfgang Weber, Fußballspieler und Botschafter für die Special Olympics (2011)
- Thomas M. Weber-Karyotakis, Archäologe (2018)
- Tilly Wedekind, Schauspielerin (1966)
- Kassandra Wedel, Tänzerin (2024)
- Ulli Wegner, Boxtrainer (2010)
- Karlheinz Weimar, Politiker (CDU) (1991)
- Frauke Weiß, Politikerin (CDU) (2025)
- Joachim Weckmann, Unternehmer (2003)
- Hans-Jürgen Wegener, Forstmann (1995)
- Max Wegner, Archäologe (1992)
- Hans Weidtman, Bankier (1959)
- Birgit Weihrauch, Medizinerin und Staatsrätin (2011)
- Manfred Weil, Maler und Autor (1995)
- Frieder Weinhold, evangelischer Pastor (2004)
- Eleonore Weisgerber, Schauspielerin und Chansonsängerin (2018)
- Joachim Weiß, Polizeibeamter und Gewerkschafter (1993)
- Christian Weiß, Kommunalpolitiker (SPD) (1970)
- Peter Josef Weiß, Journalist und Heimatforscher (1985)
- Werner Weißbrodt, Grafiker und Hochschullehrer (1999)
- Jens Weißflog, Skispringer (1996)
- Lotte Weitbrecht, Verlegerin (1967)
- Fritz Weithas, Gründer der Volkssternwarte in Neumarkt in der Oberpfalz (1975)
- Traudl Well, Volksmusikerin (2006)
- Maria von Welser, Journalistin (1996)
- Heiner Wemhöner, Unternehmer (2022)
- Karl Wendel, Gastronom (1987)
- Peter Wensierski, Schriftsteller, Journalist und Dokumentarfilmer (2012)
- Wolfgang Werner, Psychiater (2023)
- Maria Wersig, Juristin und Sozialwissenschaftlerin (2025)
- Sabine Werth, Sozialpädagogin und Tafel-Gründerin (2003)
- Wilfried Wessel, Politiker (1992)
- Willi Wessel, Politiker (1996)
- Hiltrud Wessling, Senioreninteressenvertreterin (1980)
- Jens Weymann, Politiker (2011)
- Paul Wieandt, Bankmanager
- Dietrich Wiebe, Geograph und Politiker (SPD) (1998)
- Gisela Wicke, Naturschützerin und Politikerin (Bündnis 90/Die Grünen) (2025)
- Reinhard Wieczorek, Politiker (2011)
- Rainer Wieland, Politiker (CDU) (2009)
- Friso Wielenga, niederländischer Historiker (2015)
- Norbert Wieselhuber, Unternehmensberater (2010)
- Joachim Wiesensee, Politiker (CDU) (2009)
- Arthur Wiesner, Staatsschauspieler (1958)
- Rosemarie Wilcken, Politikerin, Bürgermeisterin von Wismar (1999)
- Reinhard Wilhelm, Wissenschaftlicher Direktor des Informatikzentrums Schloss Dagstuhl (2010)
- Rolf Alexander Wilhelm, Filmkomponist (1993)
- Eberhard Wille, Ökonom (2009)
- Joachim Wille, Journalist (2015)
- Winfried Willems, politischer Beamter (2023)
- Ron Williams, US-amerikanischer Schauspieler, Synchronsprecher, Sänger und Moderator (2004)
- Ben Willikens, Künstler und Hochschullehrer (2001)
- Günther Willmann, Hörfunkmoderator (2003)
- Czarina Wilpert, Sozial- und Migrationsforscherin (2017)
- Horst-Helmut Wind, Flottillenadmiral
- Elisabeth Winkelmeier-Becker, Politikerin (CDU) (2024)
- Heinz Winkler, Koch (2001)
- Martin Wirsing, Informatiker (2022)
- Karl Wißpeintner, Ingenieur, Unternehmer und Politiker (2008)
- Rotraut Wisskirchen, Archäologin (2010)
- Helmut Witt, Radiologe (1992)
- Friedrich-Carl Wodarz, Politiker (2008)
- Jürgen O. Wöhler, Jurist und Manager (2009)
- Dagmar G. Wöhrl, Politikerin (CSU) (2008)
- Harald Wohlfahrt, Koch (2004)
- Hanna Wolf, Politikerin (SPD) (2000)
- Hans Wolf, Mathematiker (2004)
- Rosi Wolf-Almanasreh (2004)
- Karl Dietrich Wolff, Verleger (2010)
- Kurt Wolfsdorf, Versicherungsmathematiker und Manager (2021)
- Veit Wolpert, Politiker (FDP) (2024)
- Hellmut Wormsbächer, Chorleiter, Komponist und Dirigent (1995)
- Johannes Wosnitza (1908–1995), Pfarrer (1985)
- Albert Wunsch, Erziehungswissenschaftler und Autor (2013)
- Herbert Wurster, Historiker (2012)
- Alois Würstle, Missionar in Brasilien (2009)
- Christoph Wyneken, Geiger und Dirigent (2003)

## Y
- Ranga Yogeshwar, Fernsehredakteur (2007)
- Gülistan Yüksel, Politikerin (SPD) (2007)

## Z
- Boris Zabarko, Historiker (2009)
- Hans-Eberhard Zahn, Psychologe, bildungspolitischer Aktivist (2011)
- Hermann Zahn, Unternehmer (IBELO-Feuerzeuge) aus Sulzbach am Main (1972)
- Walter Zahradnik, Physiker und Hochschullehrer (1999)
- Frank Zander, Musiker (2002)
- Hermann Zeit, Fachhochschulpräsident, Fachhochschullehrer (1984)
- Theo Zellner, Landrat, Präsident des Bayerischen Landkreistages (1999)
- Christian Zickelbein, Mitbegründer der Deutschen Schachjugend (2004)
- Erwin Zillenbiller, Agrarwissenschaftler (1987)
- Christoph Zenger, Informatiker (2001)
- Christoph Zenses, Arzt (2018)
- Arkadi Zenzipér, Pianist und Musikpädagoge (2020)
- Richard Zettler, Dirigent, Musiker und Musikpädagoge (1981)
- Theodor Ziegler, Geodät und Verwaltungsbeamter (1987)
- Lothar Zier, Forstwirt und Naturschützer (2021)
- Fritz Zimmerer, Unternehmer, Kreisbrandinspektor, Feuerwehrfunktionär (1990)
- Achim Zimmermann, Dirigent und Chorleiter (2015)
- Eduard Zimmermann, Fernsehmoderator (1977)
- Frank Peter Zimmermann, Violinist (2008)
- Olaf Zimmermann, Publizist (2020)
- Stefan Zimmermann, Jurist (1996)
- Klaus J. Zink, Wirtschaftswissenschaftler (2023)
- Holger Zinke, Biochemiker und Unternehmer (2010)
- Berta Zirn, Gemeinde-Krankenschwester (1961)
- Hanns Zischler, Schauspieler, Dramaturg, Regisseur, Sprecher, Fotograf, Übersetzer und Essayist (2011)
- Claus Zoege von Manteuffel, Kunsthistoriker (1980)
- Bernd Zorn, Ingenieur, Mechanikermeister (2011)
- Ruth Zucker, Graphologin und Astrologin (1914–2014)
- Helmut Zühlke, Mediziner (2017)
- Tilman Zülch, Gesellschaft für bedrohte Völker (2002)
- Klaus Zürner, Maler (2010)
- Annette Zwahr, Historikerin (2007)
- Winfried Zylka, Politiker (2007)